# John William Waterhouse
John William Waterhouse (Roma, 6 aprile 1849 – Londra, 10 febbraio 1917) è stato un pittore britannico, appartenente alla corrente preraffaellita.
Viene considerato un "Preraffaellita moderno", in quanto i suoi lavori risalgono a qualche decennio dopo lo scioglimento della confraternita dei Preraffaelliti. 
La sua pittura infatti subisce da una parte la loro influenza stilistica, e dall'altra quella degli impressionisti suoi contemporanei. I suoi dipinti sono prevalentemente a soggetto mitologico o arturiano.

## Biografia
J.W. Waterhouse nacque a Roma da William e Isabela Waterhouse, entrambi pittori, e si trasferì con la famiglia a South Kensington all'età di cinque anni. Crebbe vicino al nuovissimo Victoria and Albert Museum, studiò pittura con suo padre e poi alla Royal Academy of Arts nel 1870. Le sue opere giovanili, profondamente influenzate da Lawrence Alma-Tadema e Frederic Leighton, mutuano prevalentemente i loro soggetti dalla mitologia classica e furono esposti sia alla Royal Academy sia alla Dudley Gallery.
Nel 1874, all'età di venticinque anni, Waterhouse presentò alla Royal Academy il primo dei suoi lavori maturi, l'allegoria Il Sonno e la sua sorellastra Morte che lo rese celebre e rimase per decenni una delle opere più amate dal pubblico. Grazie al grande successo ottenuto presso il pubblico, Waterhouse realizza dipinti di dimensioni sempre più grandi. Dopo aver sposato Esther Kenworthy nel 1883, Waterhouse intensificò la sua attività di pittore all'interno della Royal Academy, ottenendo la cattedra nel 1895; insegnò anche alla St. John's Wood Art School del cui club fu membro fino alla morte.
Si ammalò di tumore nel 1915 e morì due anni dopo, lasciando a metà uno dei suoi numerosi quadri raffiguranti la morte di Ofelia. La sua tomba si trova al Kensal Green Cemetery di Londra.

## Temi ricorrenti

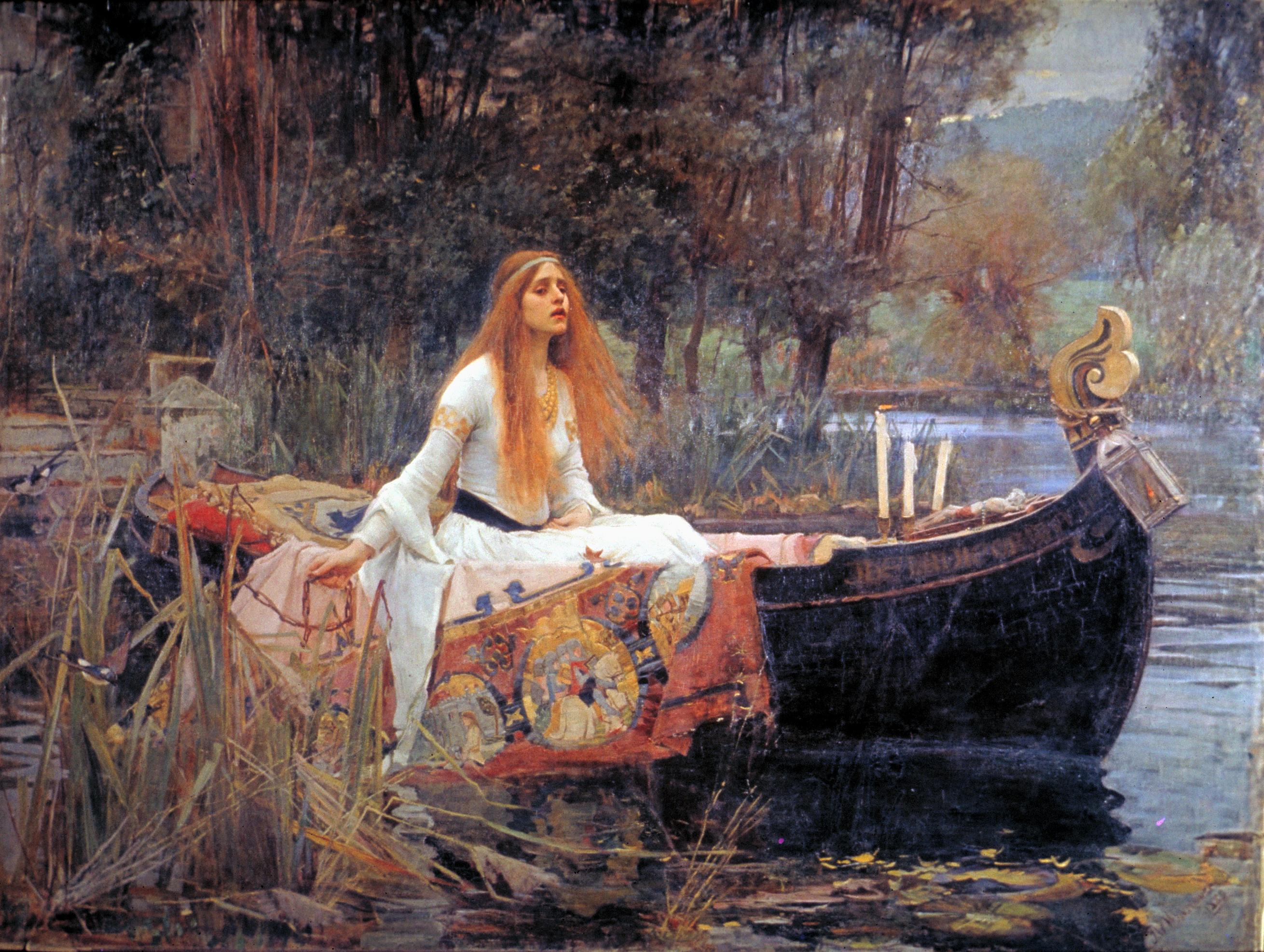
La signora di Shalott (1888; Tate Britain).

La produzione di Waterhouse può essere raggruppata per temi entro due filoni principali: le opere di ispirazione classica e le opere di ispirazione arturiana, tra cui spiccano i numerosi Ofelia e La signora di Shalott, oltre ad altri dipinti a tema shakespeariano.
La signora di Shalott è uno dei personaggi che maggiormente ispirarono Waterhouse, portandolo a realizzare almeno tre differenti dipinti nel 1888, nel 1896 e nel 1916. Il tema della donna che si strugge per amore, in questo caso Elaine of Astolat, ricorre nei dipinti di Waterhouse: non a caso un altro dei suoi soggetti ricorrenti è Ofelia nell'atto di raccogliere fiori, poco prima della morte. Il dipinto unisce il tema femminile a quello dell'acqua, un'associazione che - insieme a quella con il fiore - è tipica della pittura simbolista in generale e dei preraffaelliti in particolare.
Frequenti sono anche le scene di vita nell'antica Roma, permeate da una delicata e decadente indolenza, cui sono assimilabili anche le numerose scene di vita ambientate in Italia.

## Opere

### Anni 1870
- 1872. La schiava (The slave)
- 1872. Ondina (Undine)

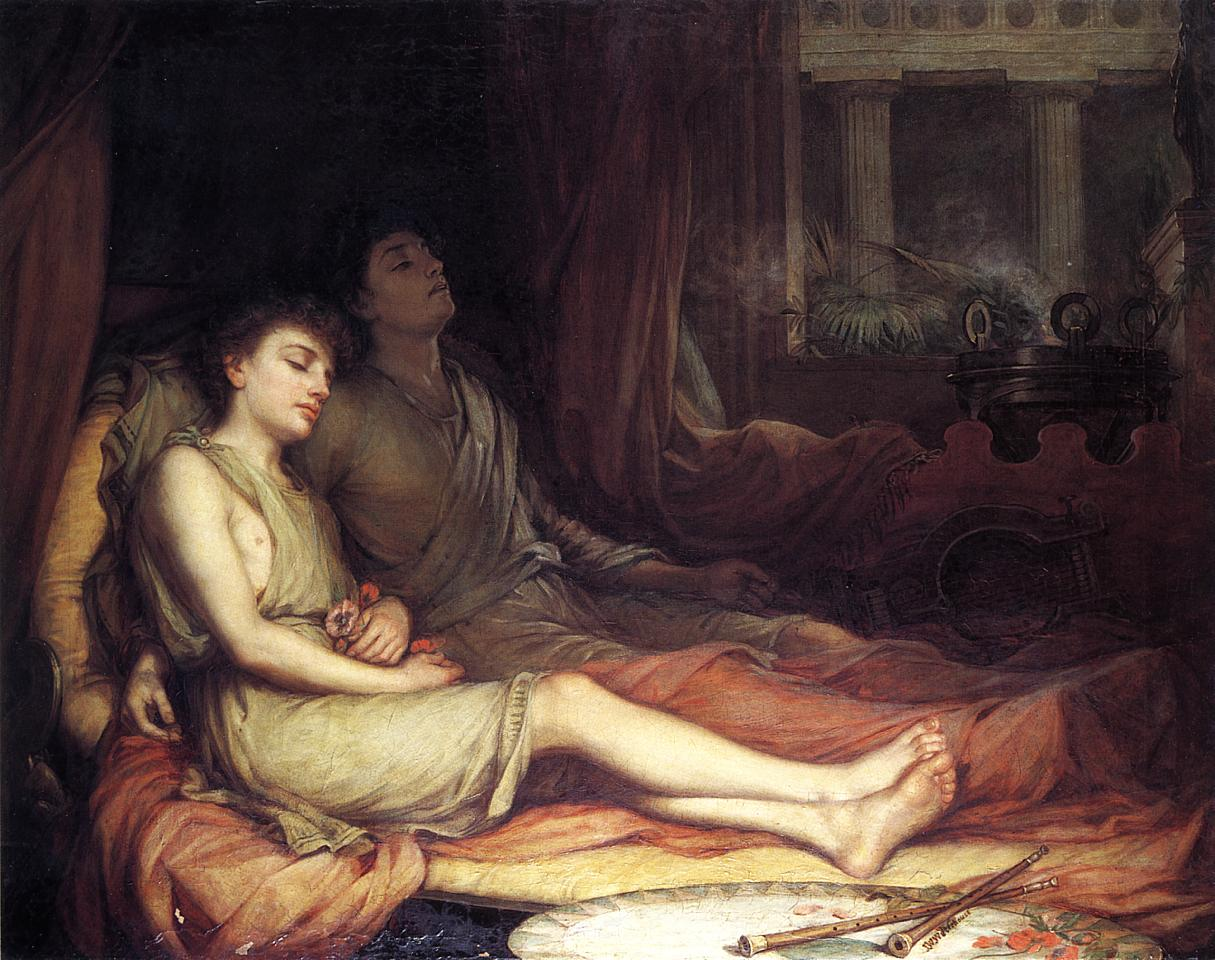
Il Sonno e la sua sorellastra, la Morte (1874).

- 1873. Scomparso ma non dimenticato (Gone but not forgotten)
- 1873. La compagna sgradita: scena di strada al Cairo (The Unwelcome Companion: A Street Scene in Cairo)
- 1874. Reminiscenza orientale, schizzo (An Eastern Reminiscence, Sketch)
- 1874. Nel peristilio (In the Peristyle)
- 1874. La filatrice (La Fileuse)
- 1874. Il Sonno e la sua sorellastra la Morte (Sleep and his Half-Brother Death)
- 1875. Miranda (id.)
- 1875. Parole sussurrate (Whispered Words)
- 1876. Dopo la danza (After the dance)
- 1877. Bambino malato portato nel tempio di Esculapio (A Sick Child brought into the Temple of Aesculapius)
- 1878. Rimorso dell'imperatore Nerone dopo l'omicidio della madre (The Remorse of the Emperor Nero after the Murder of his Mother)
- 1879. Dolce far niente (id.)
- 1875. Due ragazze italiane presso un villaggio (Two Little Italian Girls by a Village)
- 1875-1878. Ritratto di giovane donna (Portrait of a Young Woman)
- 1877. Scena a Pompei (Scene at Pompeii)

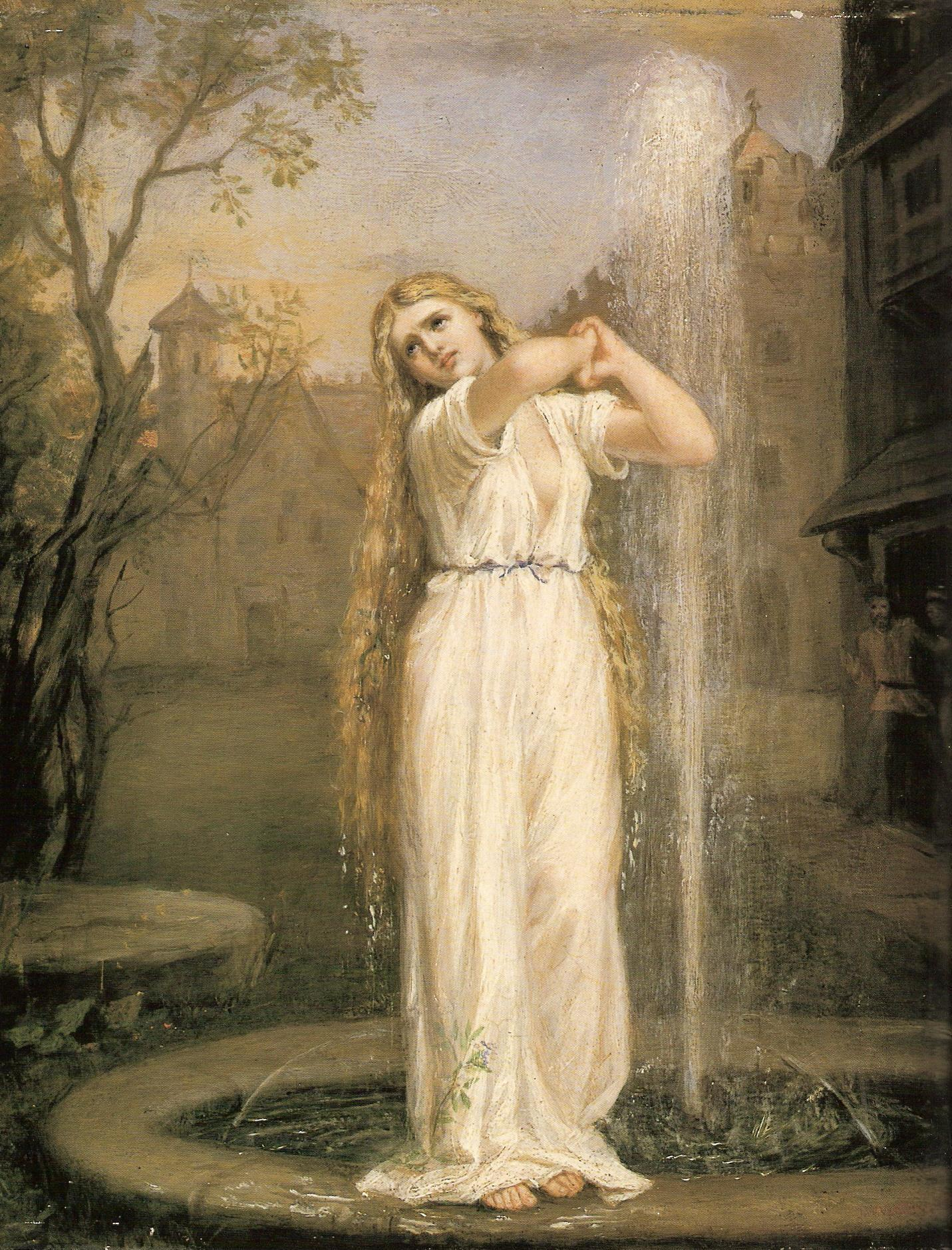
Ondina 1872
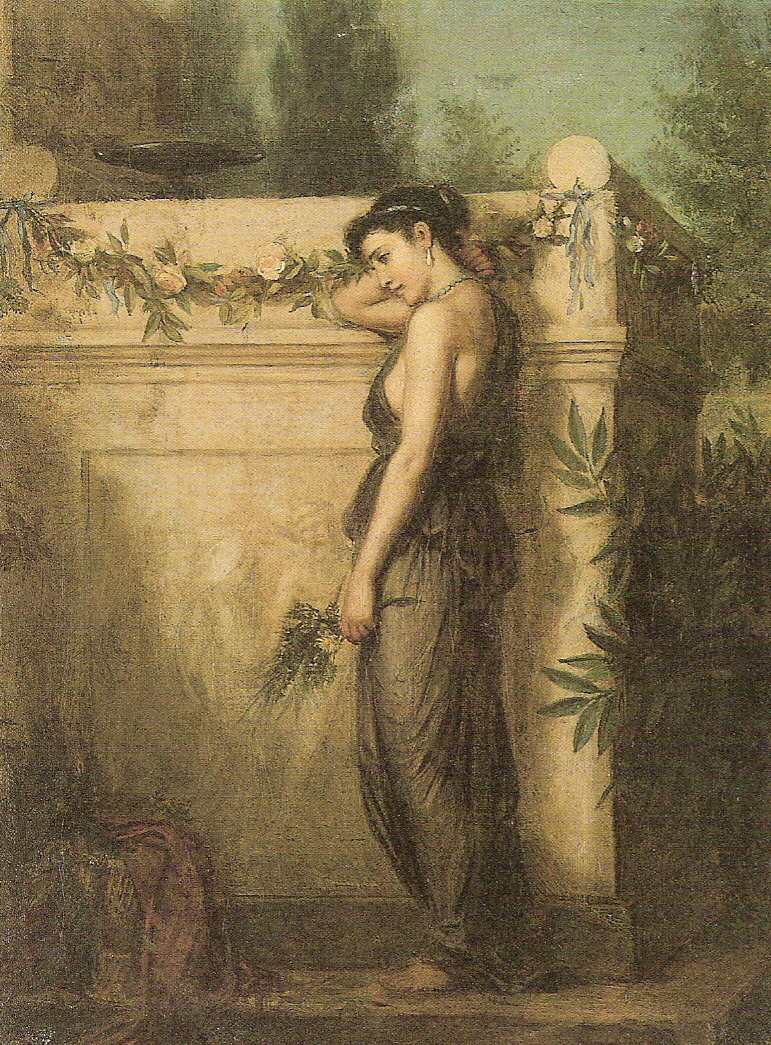
Scomparso, ma non dimenticato 1873
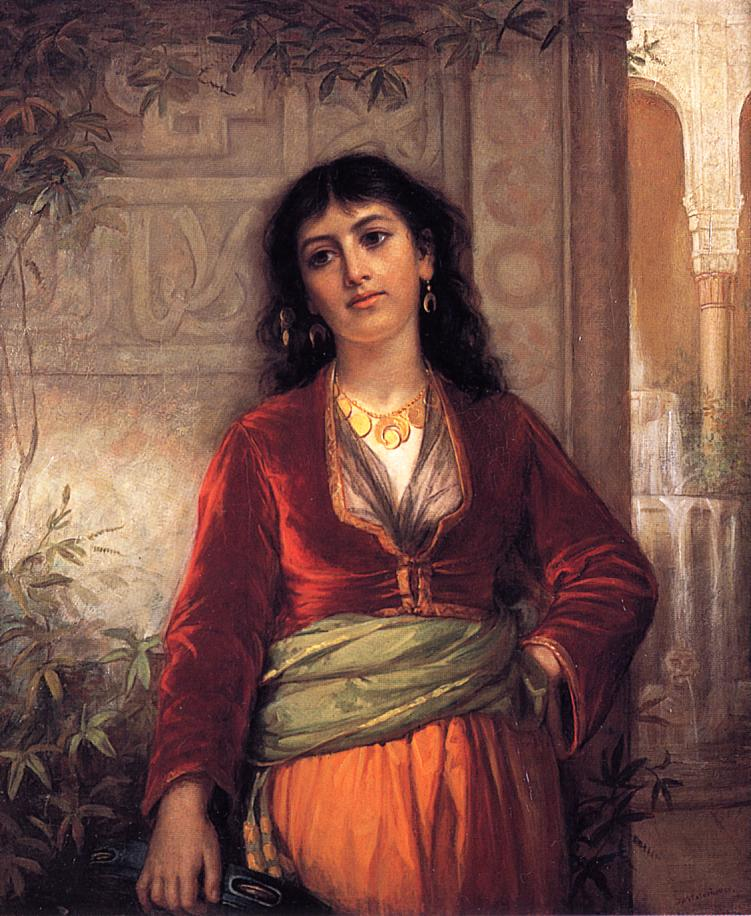
La compagna sgradita - Scena in una via del Cairo 1873
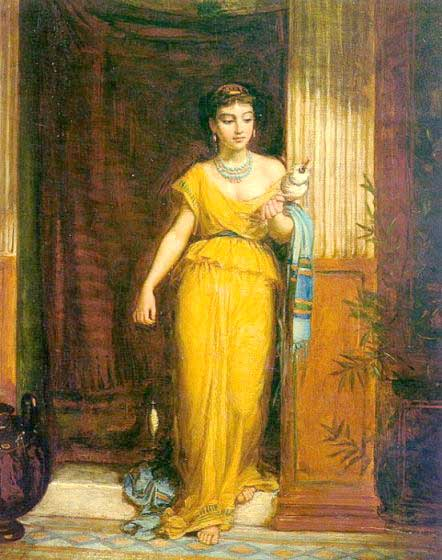
La Filatrice 1874
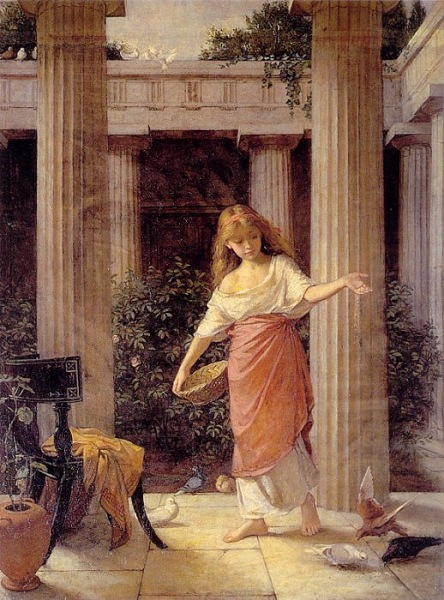
Nel Peristilio 1874
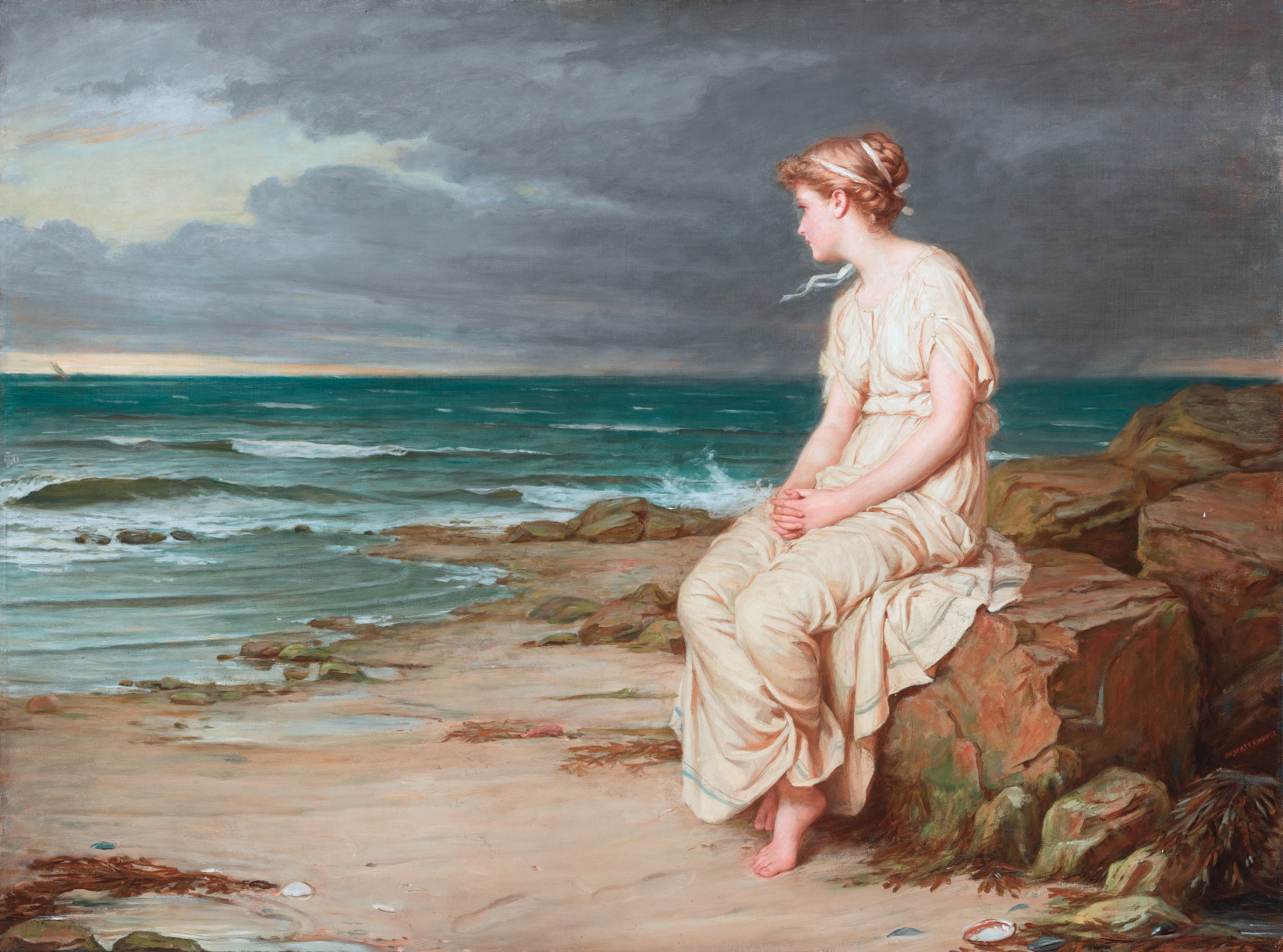
Miranda 1875
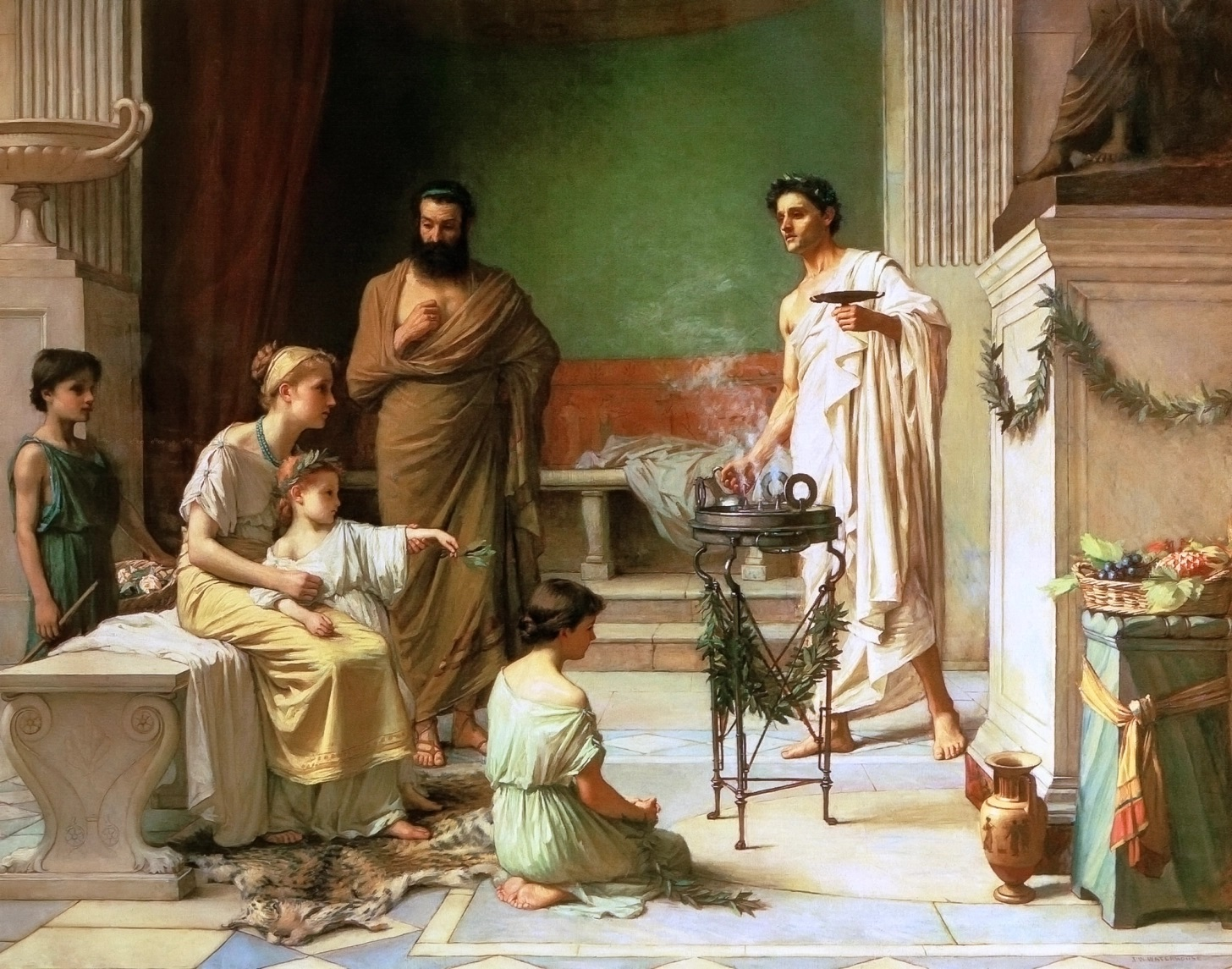
Bambino malato portato nel Tempio di Esculapio 1877
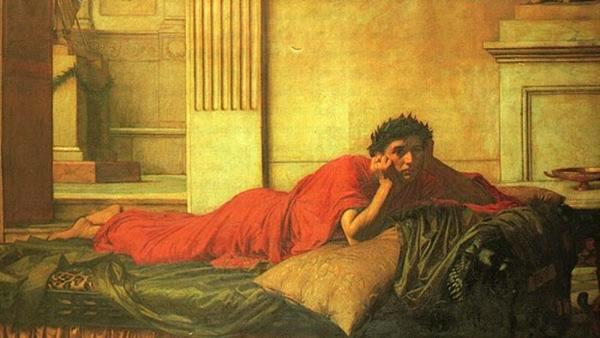
Il rimorso dell'imperatore Nerone dopo l'assassinio di sua madre 1878

### Anni 1880

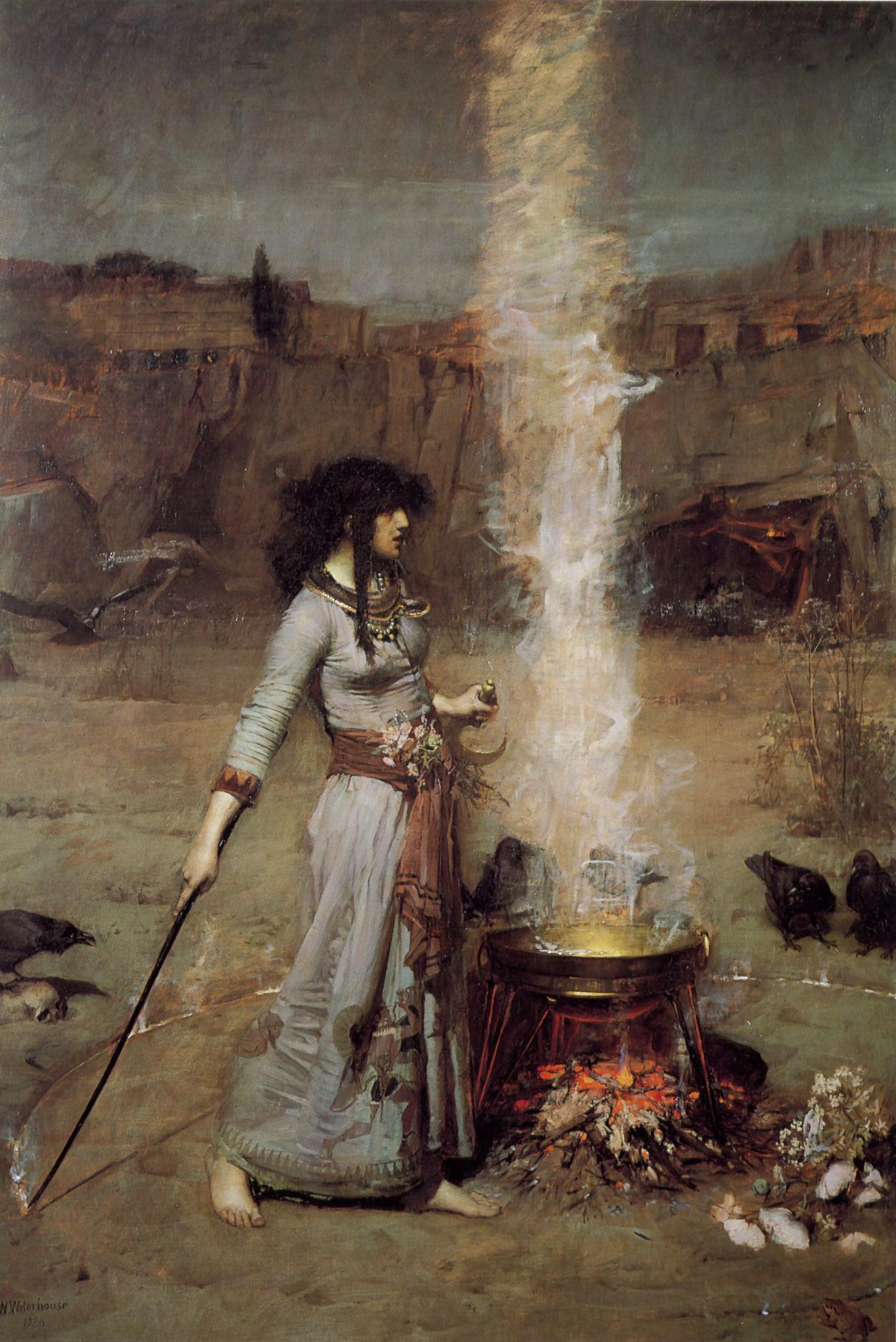
The Magic Circle (1886)

- 1880. Banchetto di fiori (A Flower Stall)
- 1880. Dolce far niente (id.)
- 1880 circa. Gli dèi della casa (The Household Gods)
- 1882. Diogene (Diogenes)
- 1882 circa. Estate (Summer)
- 1883. I favoriti dell'imperatore Onorio (The Favourites of the Emperor Honorius)
- 1883. I favoriti dell'imperatore Onorio, studio (The Favourites of the Emperor Honorius, studio)
- 1883. I favoriti dell'imperatore Onorio, studio (The Favourites of the Emperor Honorius, studio)
- 1884. Un vicolo dell'antica Roma (A Byway: Ancient Rome)
- 1884. Consultando l'oracolo (Consulting the Oracle)
- 1885. Buon vicinato (Good Neighbours)
- 1885. Sant'Eufralia (St Eulalia o St Eufralia)
- 1885 circa. Esther Kenworthy Waterhouse (id.)
- 1885 circa. Riposo (Resting)
- 1886. Mercato dei fiori nell'Antica Roma (A Flower Market, Old Rome)
- 1886. Il cerchio magico (The Magic Circle)
- 1886. Il cerchio magico, studio (The Magic Circle, studio)
- 1887. Marianna lascia l'aula del giudizio di Erode (Mariamne leaving the Judgement Seat of Herod)
- 1888. Cleopatra (id.)
- 1888. La signora di Shalott (The Lady of Shalott)
- 1889. Ofelia (Ophelia)

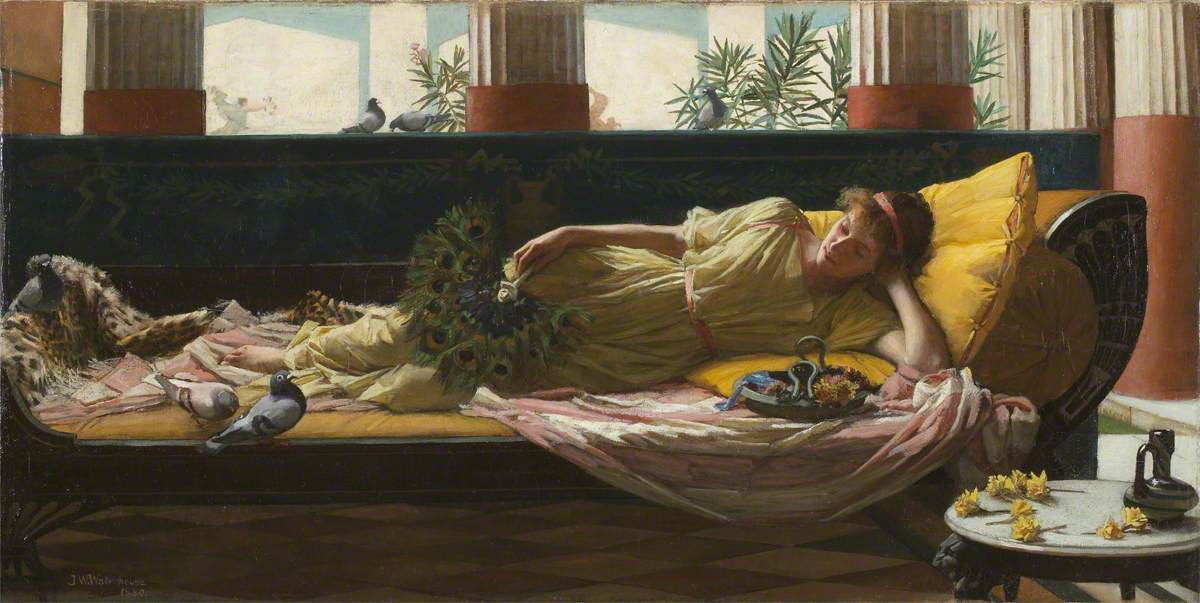
Dolce far Niente 1880
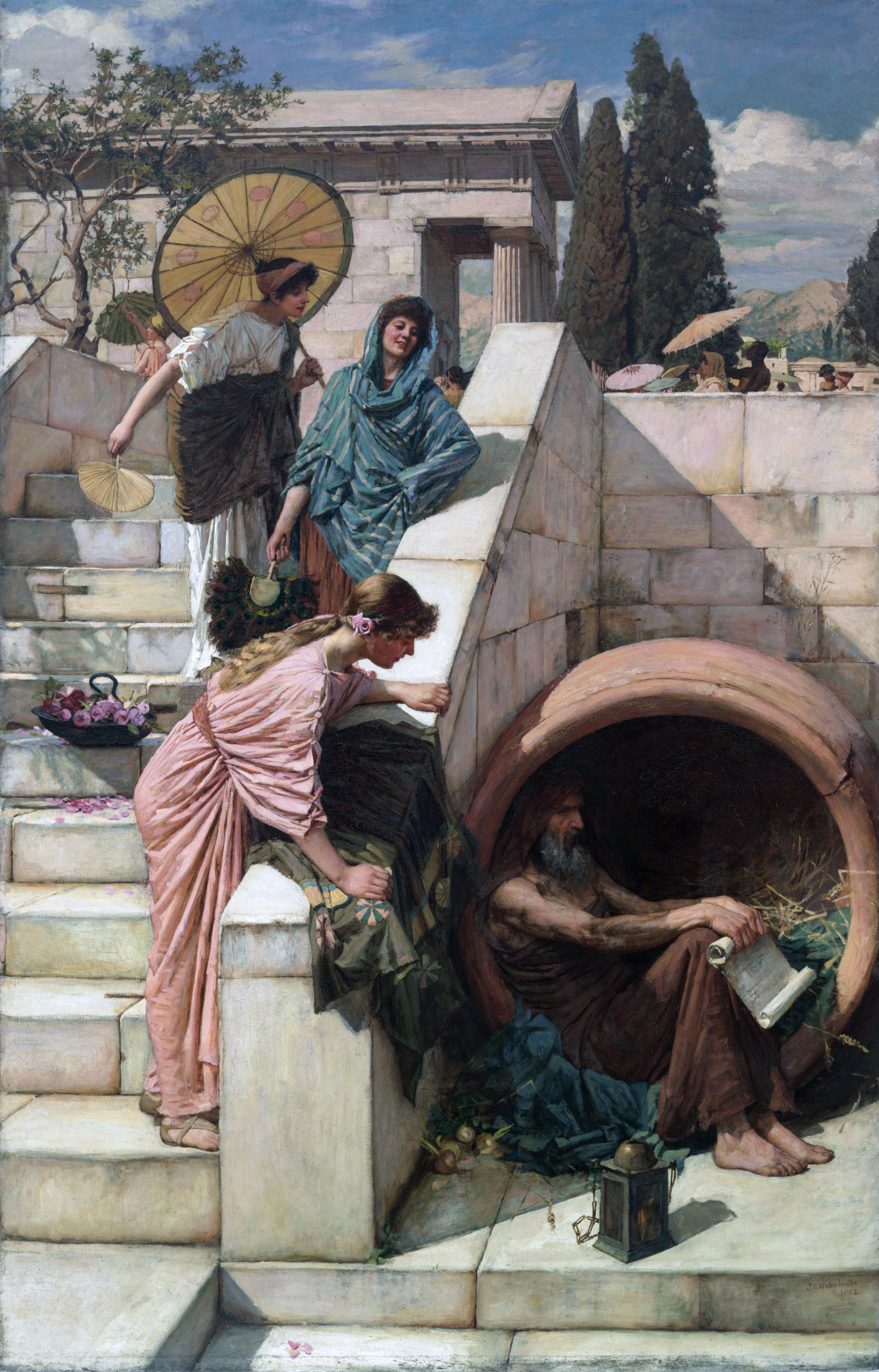
Diogene 1882
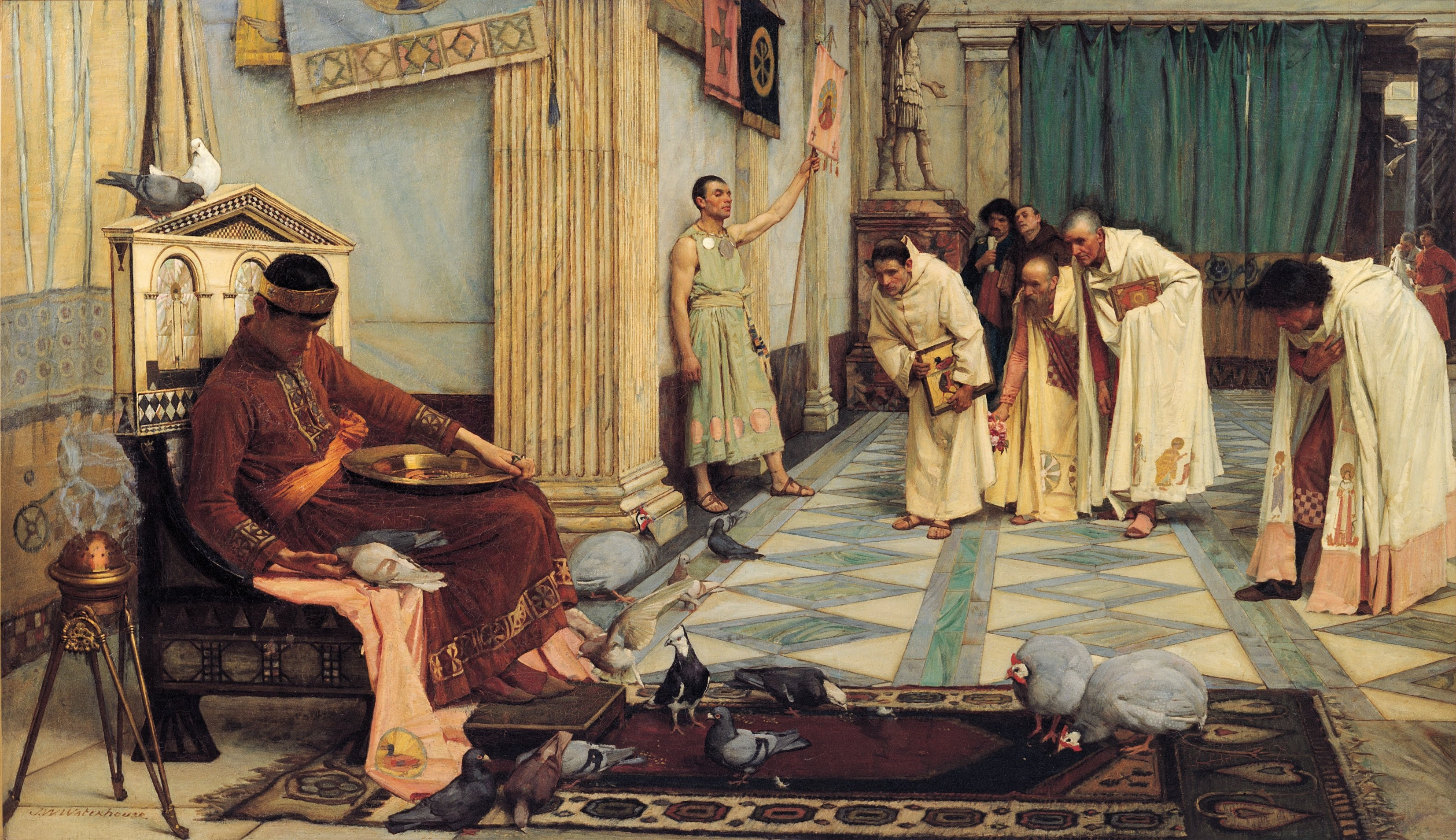
I favoriti dell'imperatore Onorio 1883
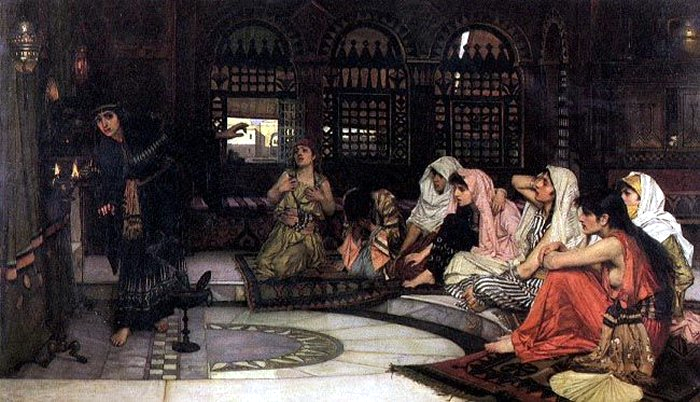
La consultazione dell'Oracolo 1884
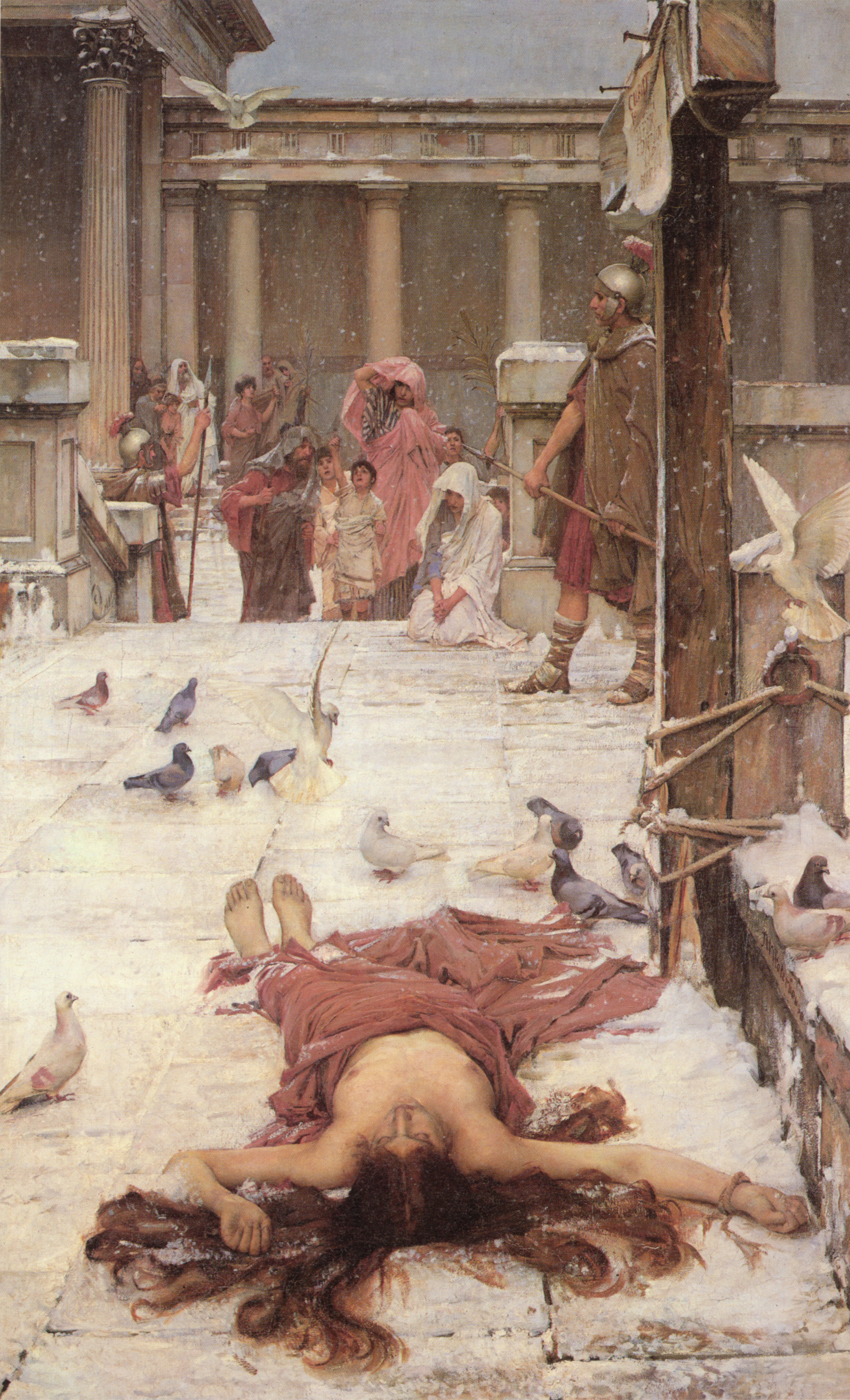
Santa Eulalia 1885
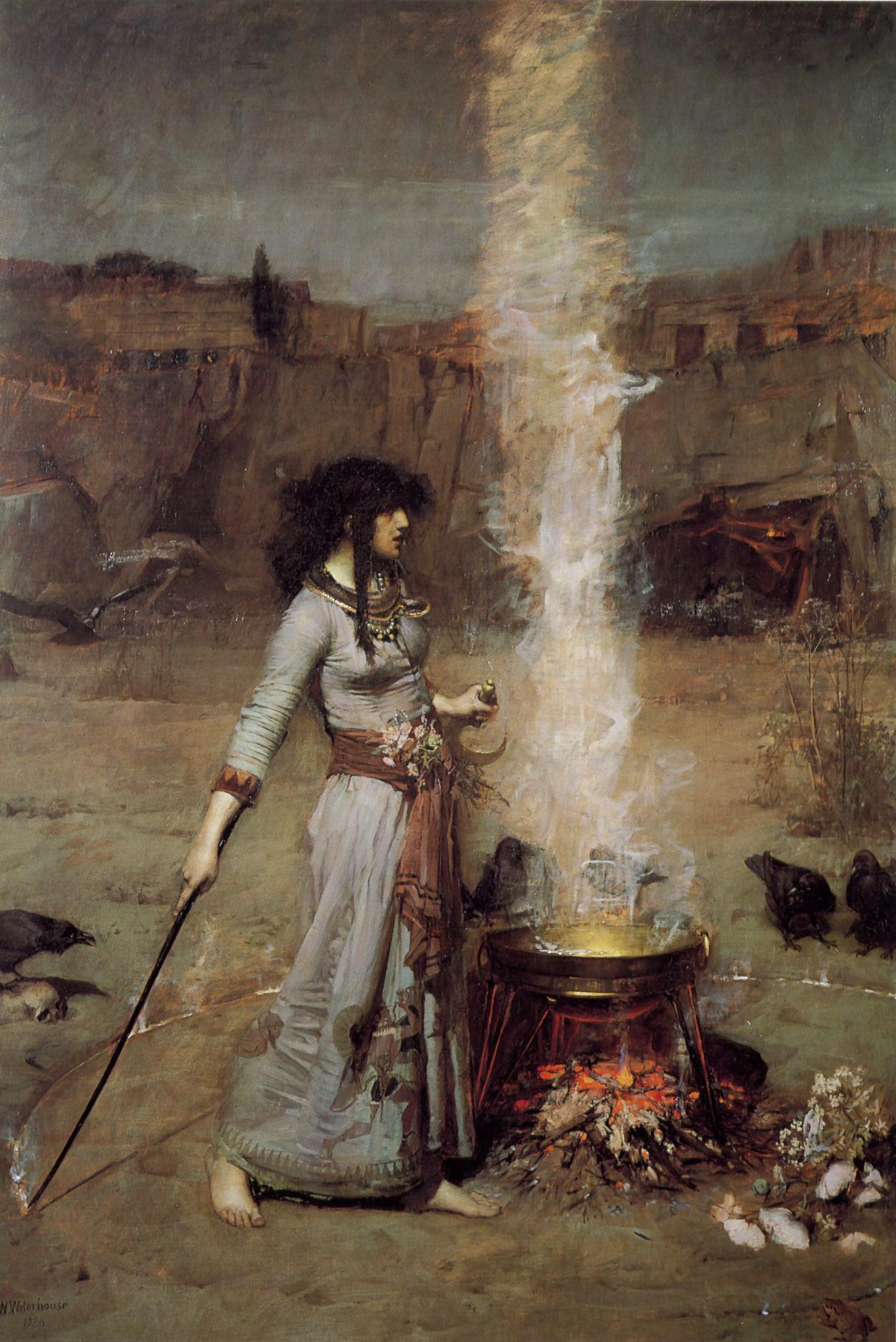
Il cerchio magico 1886
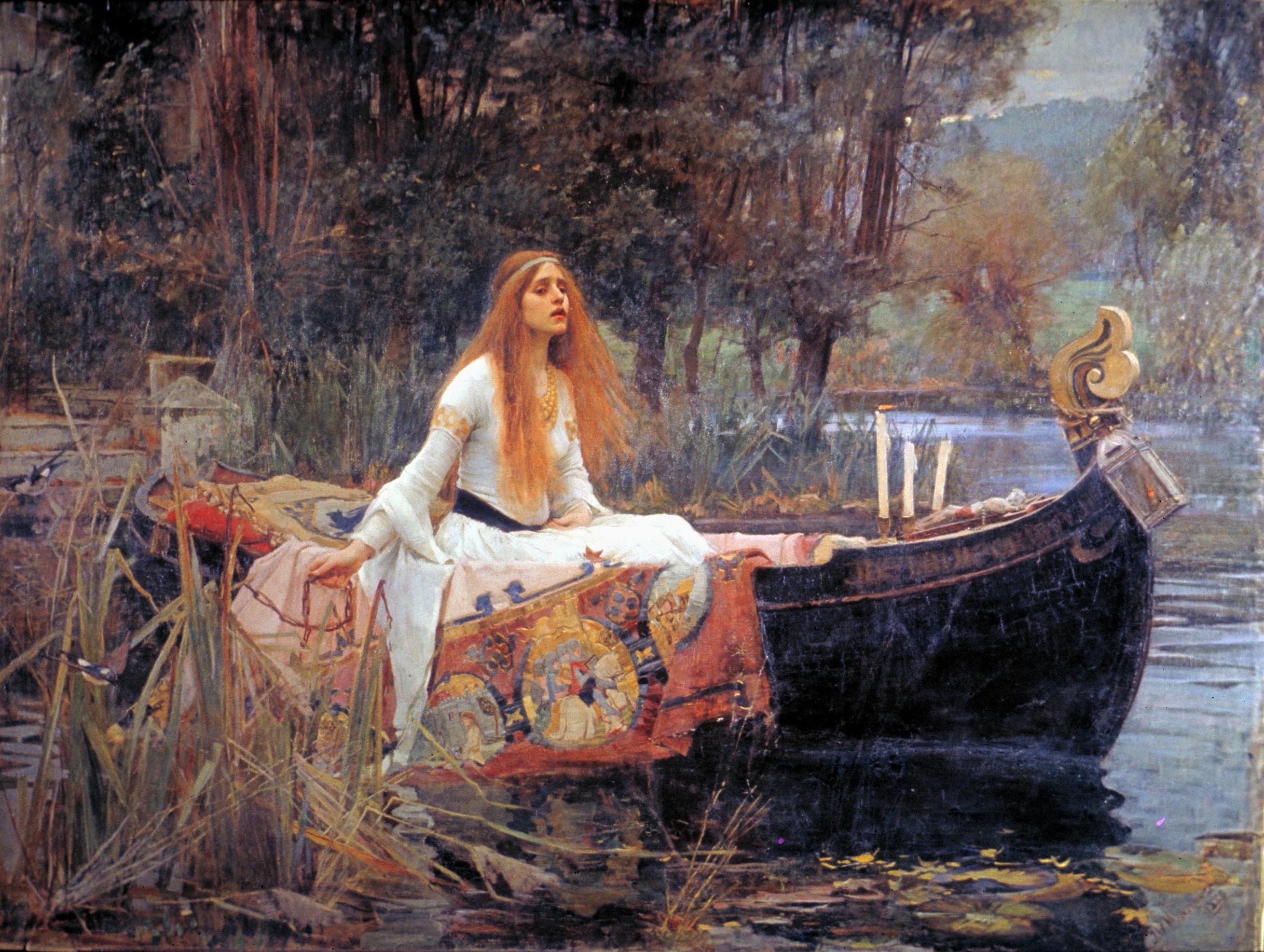
La Signora di Shalott 1888
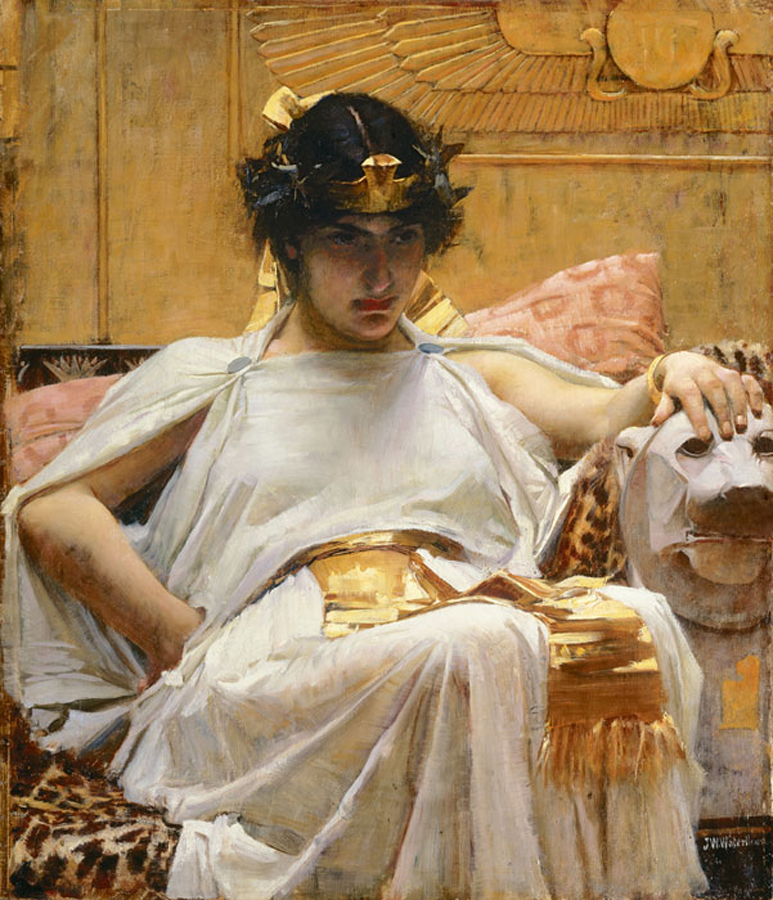
Cleopatra 1888
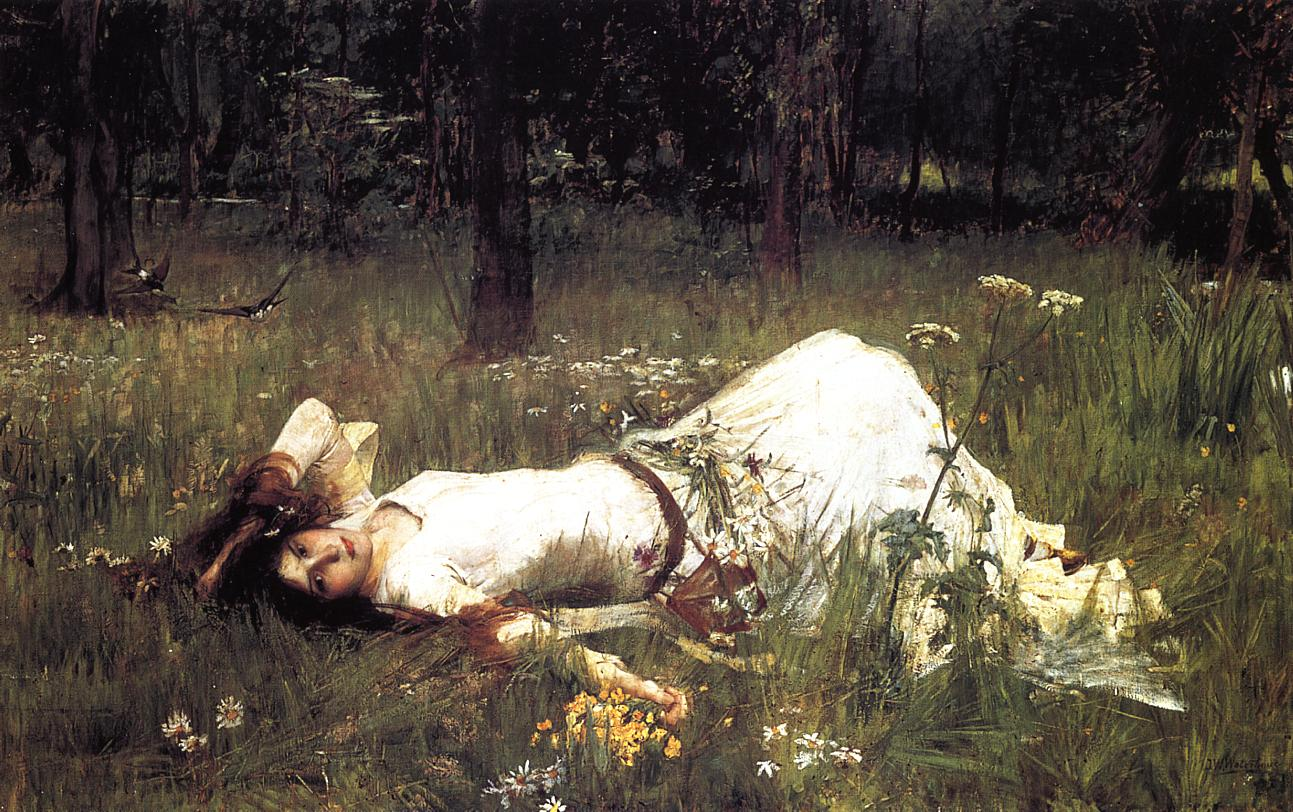
Ofelia 1889

### Anni 1890
- 1890. A Capri (At Capri)

Ulisse e le sirene (1891)

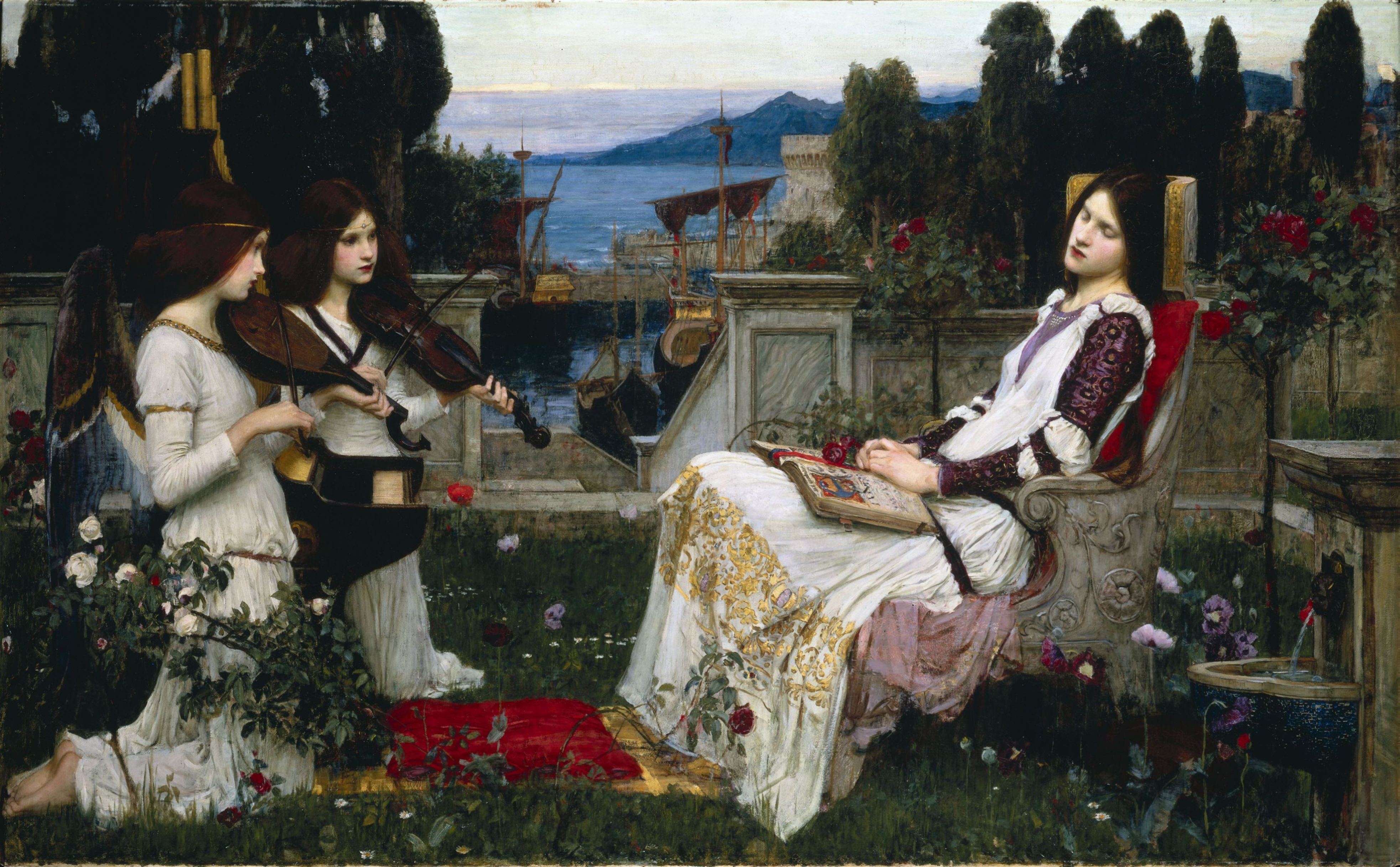
Santa Cecilia (1895)

- 1890. Studio di figura femminile con rosario (Study of a Female Figure with Rosary)
- 1890 circa. Offerta romana (A Roman Offering)
- 1890 circa. Offerta Ornamento con fiori, studio per Offerta romana (Arranging Flowers, study for A Roman Offering)
- 1890. Flora (id.)
- 1890 circa. I raccoglitori di arance (The Orange Gatherers)
- 1891. Circe offre la coppa a Ulisse (Circe offering the Cup to Ulysses)
- 1891. Flora (id.)
- 1891. Ulisse e le sirene (Ulysses and the Sirens)
- 1892. Circe Invidiosa (id.)
- 1892. Danae (id.)
- 1892. La sirena, studio (The Mermaid, studio)
- 1892 circa. Il tritone (The Merman)
- 1893. Un'amadriade (A Hamadryad)
- 1893. Una naiade (A Naiad)
- 1893. La bella dama senza pietà (La Belle Dame Sans Merci)
- 1893 circa. Naiade, studio (A Naiad, studio)
- 1893 circa. La bella dama senza pietà (La Belle Dame Sans Merci, studio)
- 1893-1910. Raccolta dei fiori estivi nel Devonshire (Gathering Summer Flowers in a Devonshire)
- 1894. Studio di figura femminile (Female Study)
- 1894. Campo di fiori (Field Flowers)
- 1894. Mrs. Charles Newton-Robinson (id.)
- 1894. Ofelia (Ophelia)
- 1894. La signora di Shalott (The Lady of Shalott)
- 1894. La signora di Shalott, studio (The Lady of Shalott, studio)
- 1895. Phyllis, figlia minore di E.A. Waterlow (Phyllis, younger daughter of E.A. Waterlow)
- 1895. Santa Cecilia (St. Cecilia)
- 1895. Lo scrigno (The Shrine)
- 1896. Ila e le ninfe (Hylas and the Nymphs)
- 1896. Pandora (id.)
- 1896 circa. Testa di ragazza (Head of a Girl)
- 1896 circa. Due ninfe, studio per Ila e le ninfe (Two Nymphs, study for Hylas and the Nymphs)
- 1897 circa. Marianna al sud (Mariana in the South)
- 1897 circa. Marianna al sud, studio (Mariana in the South, studio)
- 1898. Arianna (Ariadne)
- 1898. Flora e Zefiro (Flora and the Zephyrus)
- 1898. Giulietta (Juliet)

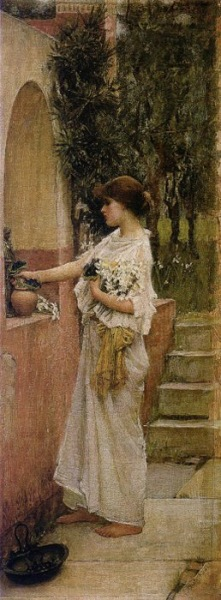
Un'offerta romana 1890
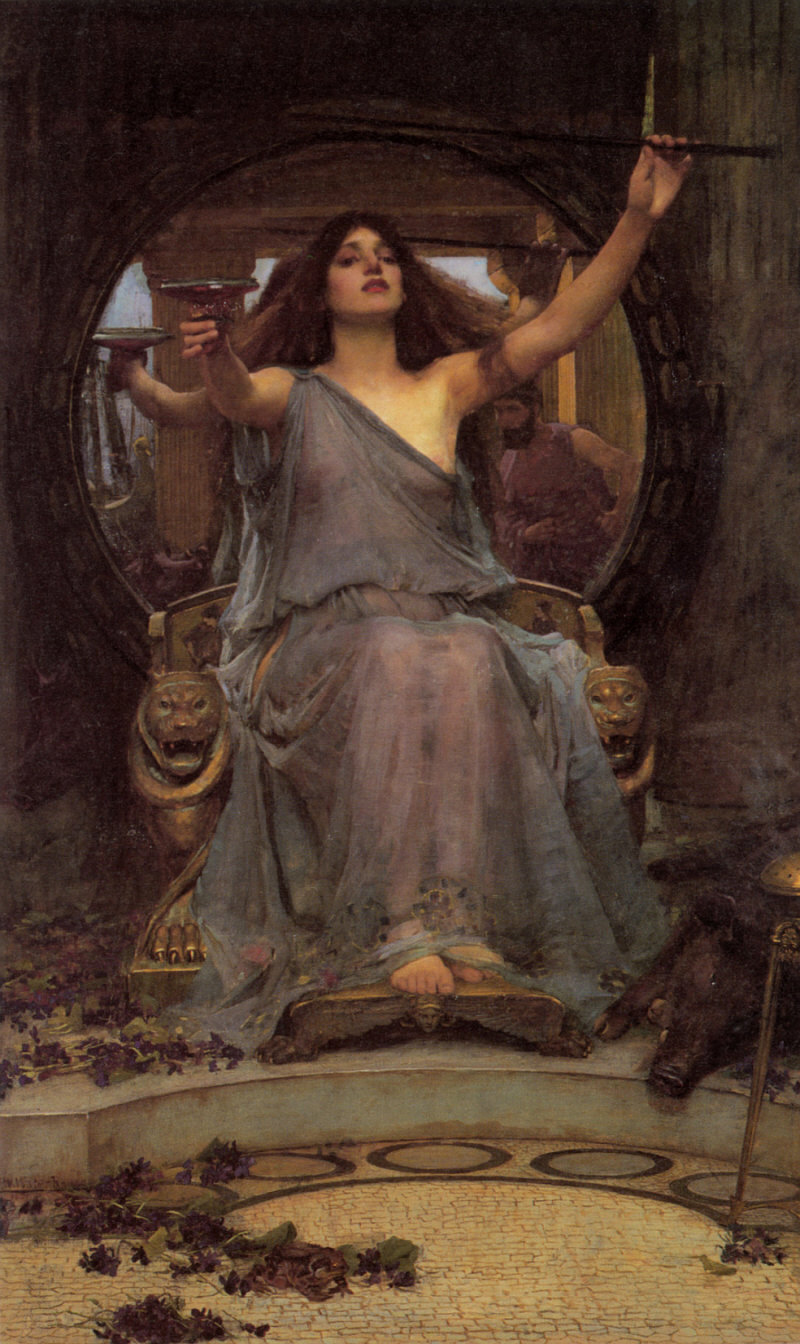
Circe offre una coppa a Ulisse 1891
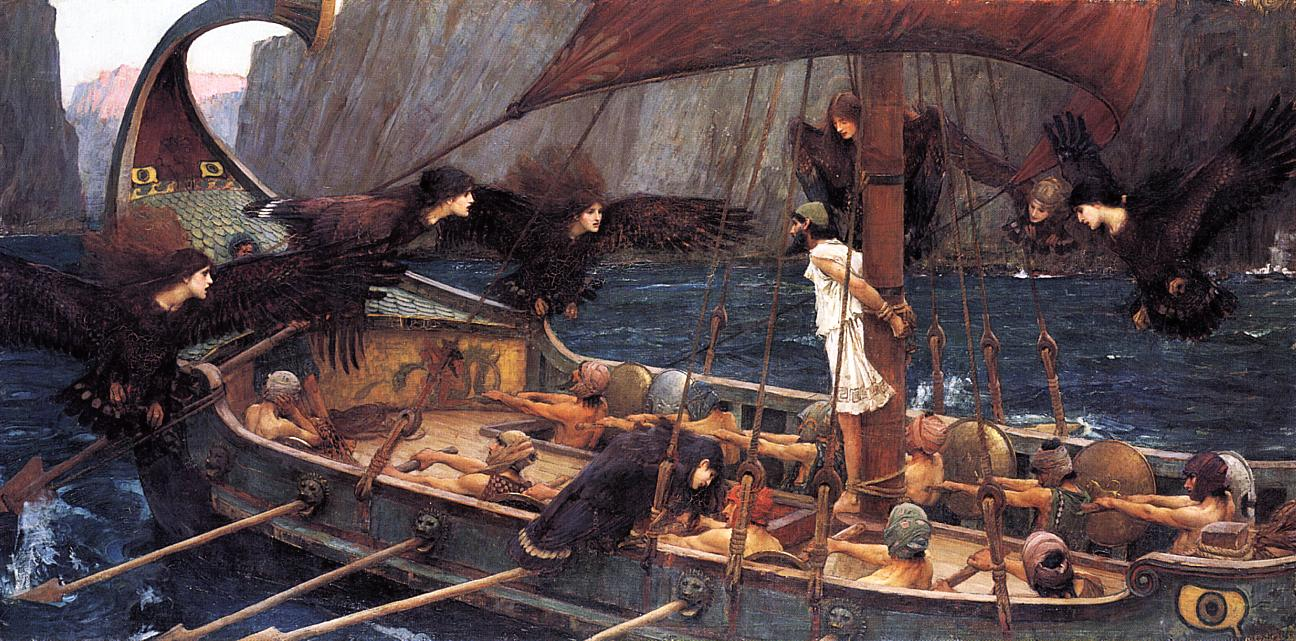
Ulisses e le Sirene 1891
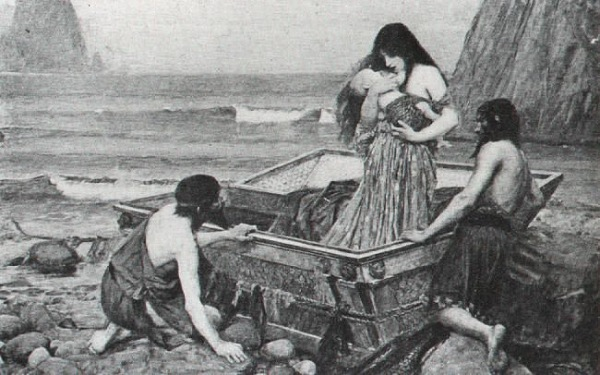
Danae 1892
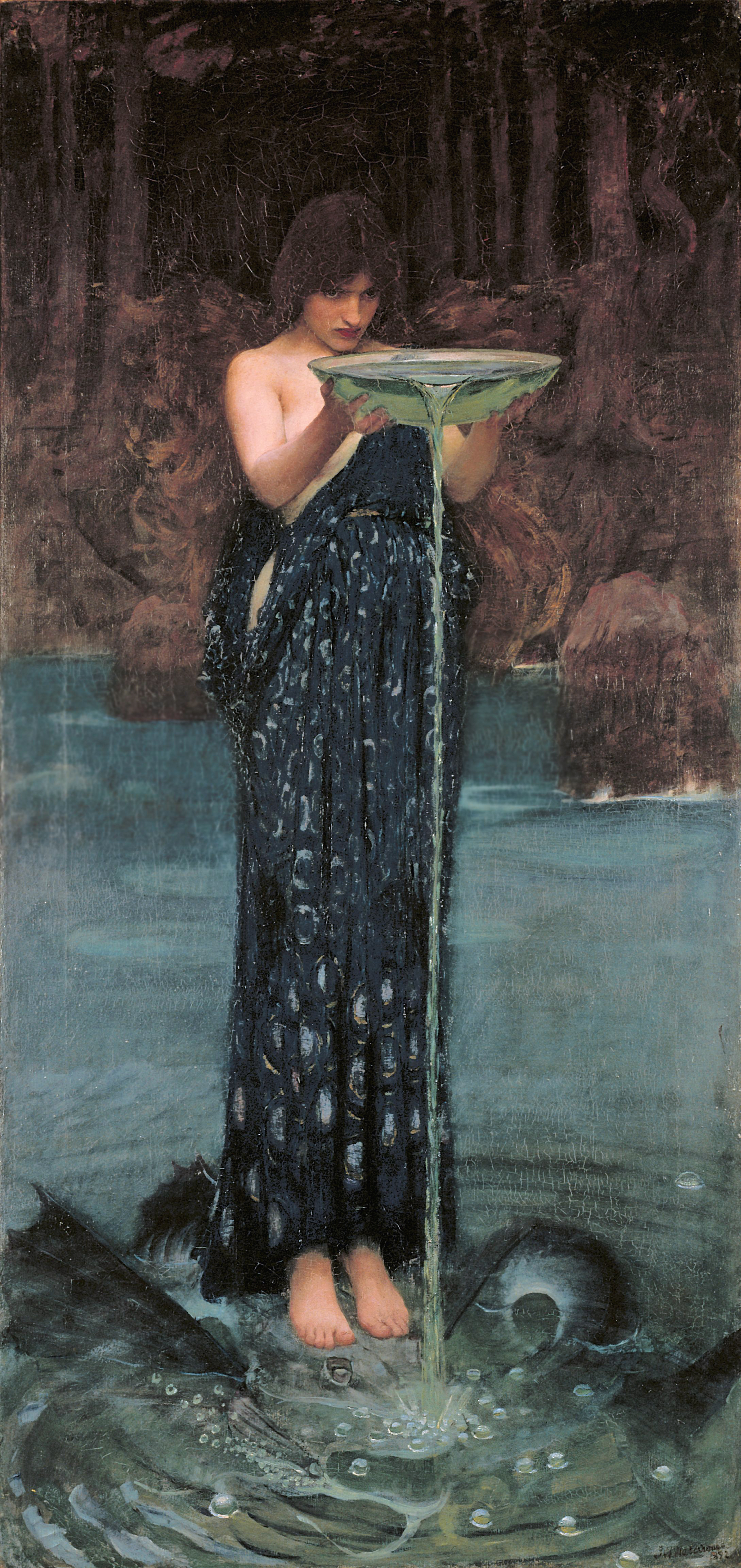
Circe invidiosa 1892
Una Naiade o Ila con una ninfa 1893
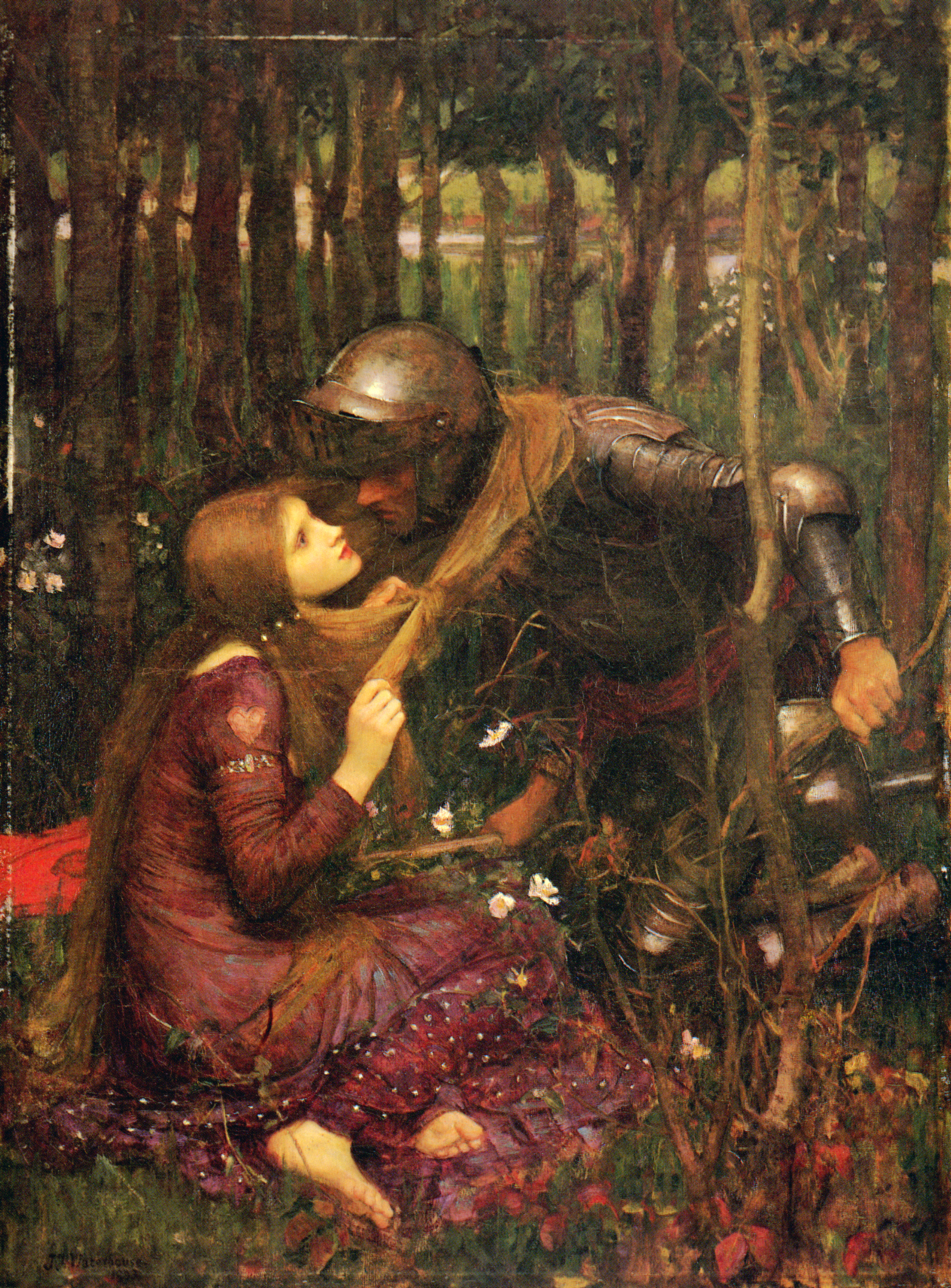
La Bella Dama senza pietà 1893
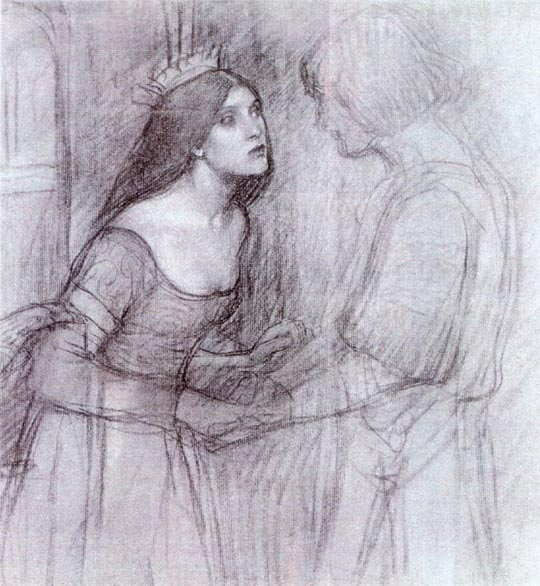
Studio di donna 1894
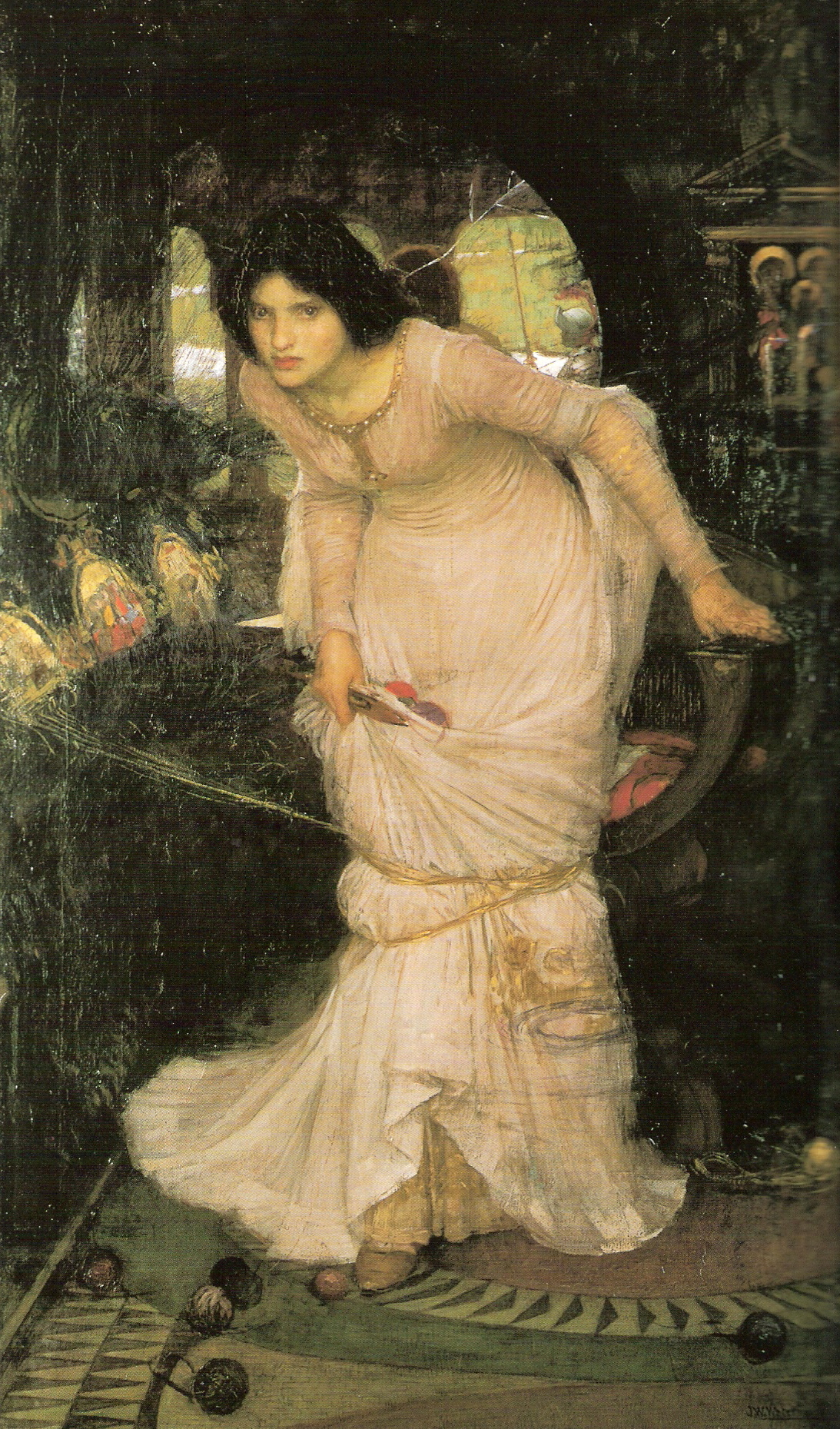
La Signora di Shalott cerca Lancillotto 1894
Ofelia 1894
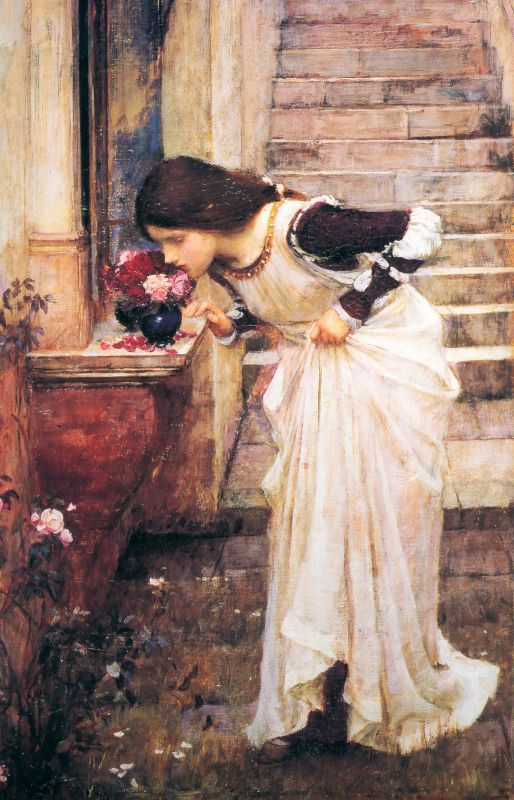
Il piccolo altare 1895
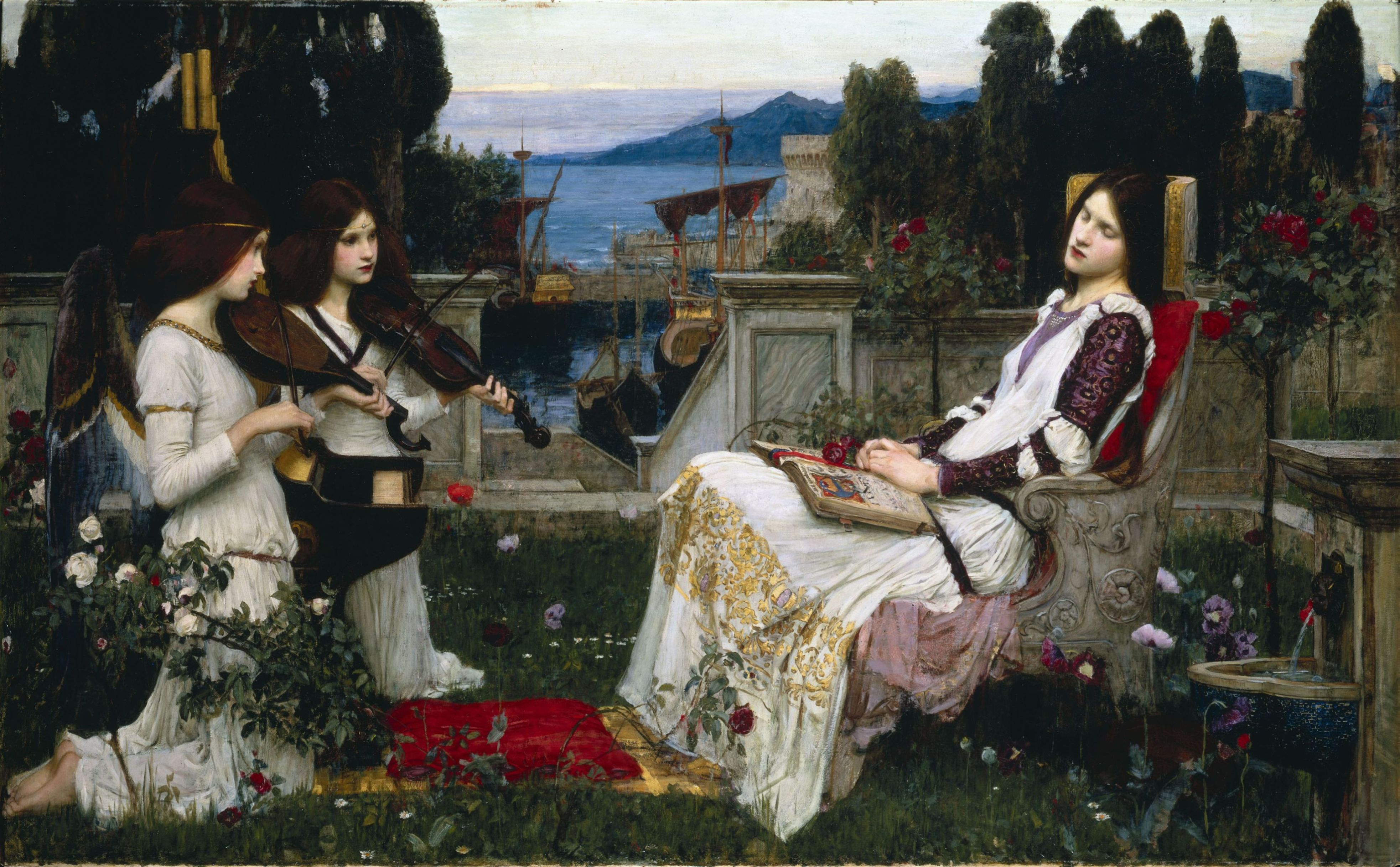
Santa Cecilia 1895
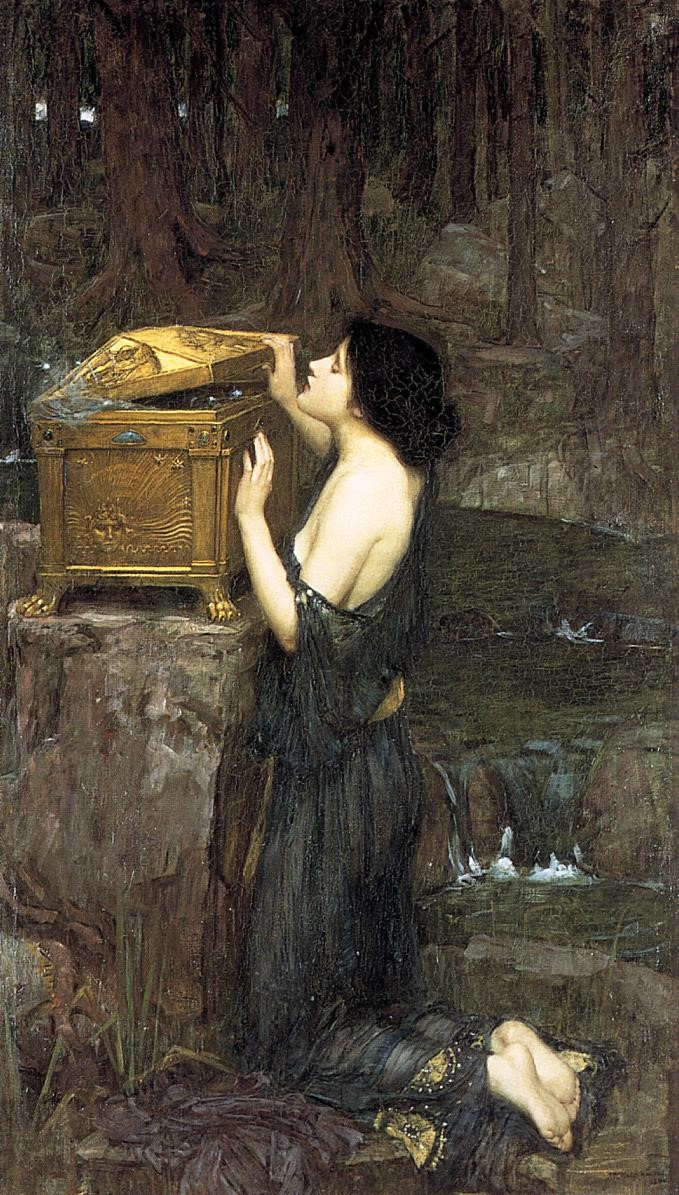
Pandora 1896
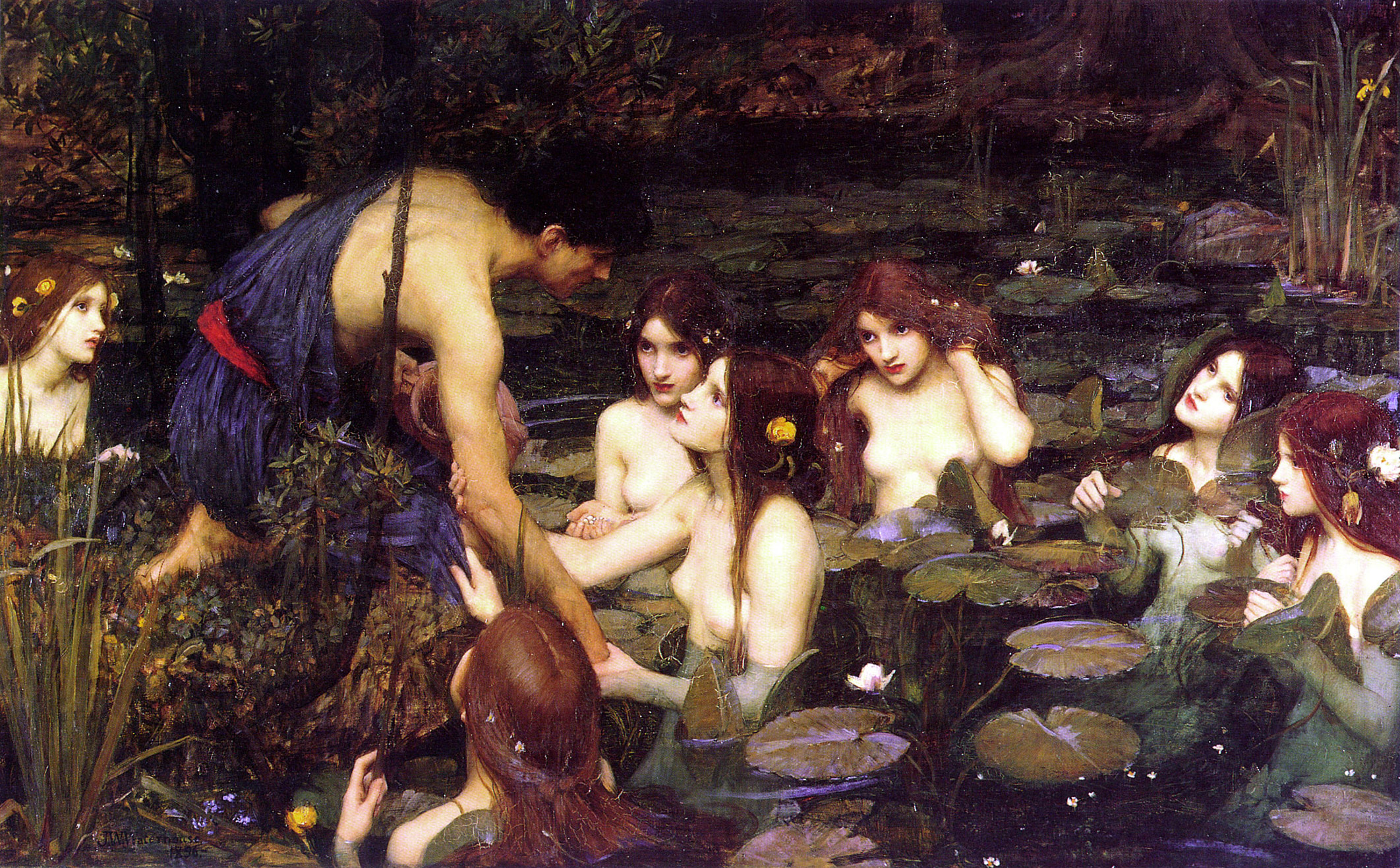
Ila e le Ninfe 1896
Giulietta 1898

### Anni 1900
- 1900. Sirena (A Mermaid)
- 1900. Destino (Destiny)

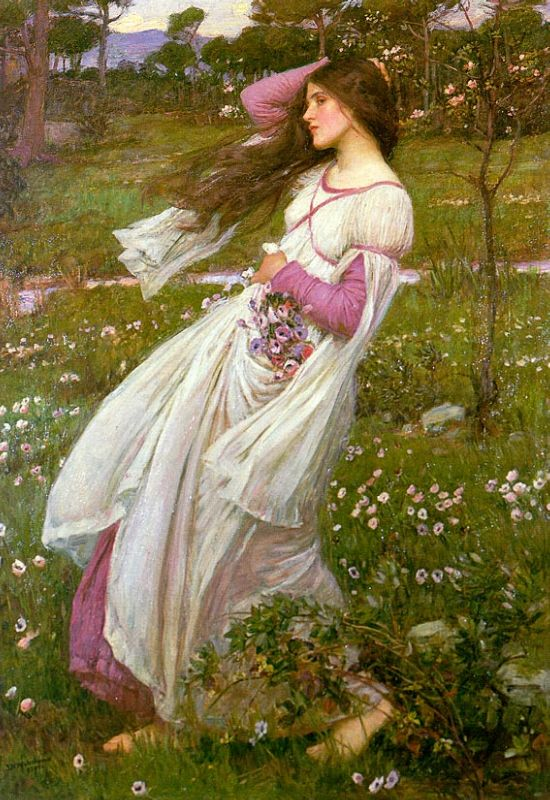
Windflowers (1902)

- 1900. Miss Margaret Henderson (id.)
- 1900. Le ninfe trovano la testa di Orfeo (Nymphs finding the Head of Orpheus)
- 1900. Raccoglitrice di fiori (The Flower Picker)
- 1900. Raccoglitrice di fiori, studio (The Flower Picker, studio)
- 1900. Lady Clare (id.)
- 1900 circa. Le ninfe trovano la testa di Orfeo, studio (Nymphs finding the Head of Orpheus, studio)
- 1900 circa. Raccoglitrice di fiori, studio (Picking Flowers, studio)
- 1900 circa. Il risveglio di Adone (The Awakening of Adonis)
- 1900 circa. Il risveglio di Adone, studio (The Awakening of Adonis, studio)
- 1900 circa. Lady Clare (id.)
- 1900 circa. Lady Clare (id.)
- 1900 circa. Sirena (The Siren)
- 1902. La sfera di cristallo (The Crystal Ball)
- 1902. Il messale (The Missal)
- 1902. Windflowers
- 1903. Bora (Boreas)
- 1903. Eco e Narciso (Echo e Narcissus)
- 1903. Psiche apre lo scrigno d'oro (Psyche Opening the Golden Box)
- 1903. Vento tra i fiori (Windflowers)
- 1903 circa. Studio per la testa di Eco (Study for the head of Echo)
- 1904. Danaidi (Danaides)
- 1904. Psiche apre la porta per il giardino di Cupido (Psyche Opening the Door into Cupid's Garden)
- 1904 circa. Bora, studio (Boreas, studio)
- 1905. Lamia (id.)
- 1906. Danaidi (Danaides)
- 1906-1907. Studio per Medea (Sketch for Medea)
- 1907. Casa baronale scozzese (A Scottish Baronial House)
- 1907. Isabella e il vaso di basilico (Isabella and the Pot of Basil)
- 1907. Giasone e Medea (Jason and Medea)
- 1907. Fillide e Demofone (Phyllis and Demophoon)
- 1907 circa. Giasone e Medea, studio (Jason and Medea, studio)
- 1907 circa. Fillide, studio (Phyllis, studio)
- 1908. Apollo e Dafne (Apollo and Daphne)
- 1908. Gather Ye Rosebuds while ye may (id.)
- 1908. Lo spirito della rosa (The Soul of the Rose)
- 1908 circa. Gather Ye Rosebuds
- 1908 circa. Studio di ragazza (Study of a Girl)
- 1908 circa. Studio di ragazza (Study of a Girl)
- 1908 circa. Il Bouquet (The Bouquet)
- 1908 circa. Il Bouquet, studio (The Bouquet, studio)
- 1908 circa. Spirito della rosa, studio (The Soul of the Rose, studio)
- 1909. Gather Ye Rosebuds while ye may (id.)
- 1909. Lamia (id.)
- 1909. Mrs A.P. Henderson
- 1909. Tisbe (Thisbe)
- 1909. Veronica (id.)
- 1909 circa. La collana (The Necklace)
- 1909-1914. Donna che raccoglie fiori (Woman Picking Flowers)

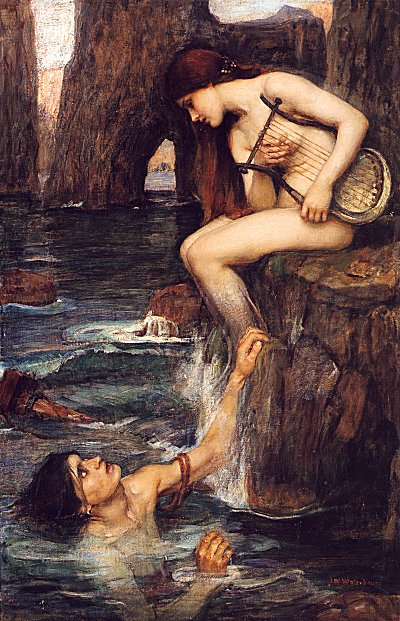
La Sirena circa 1900
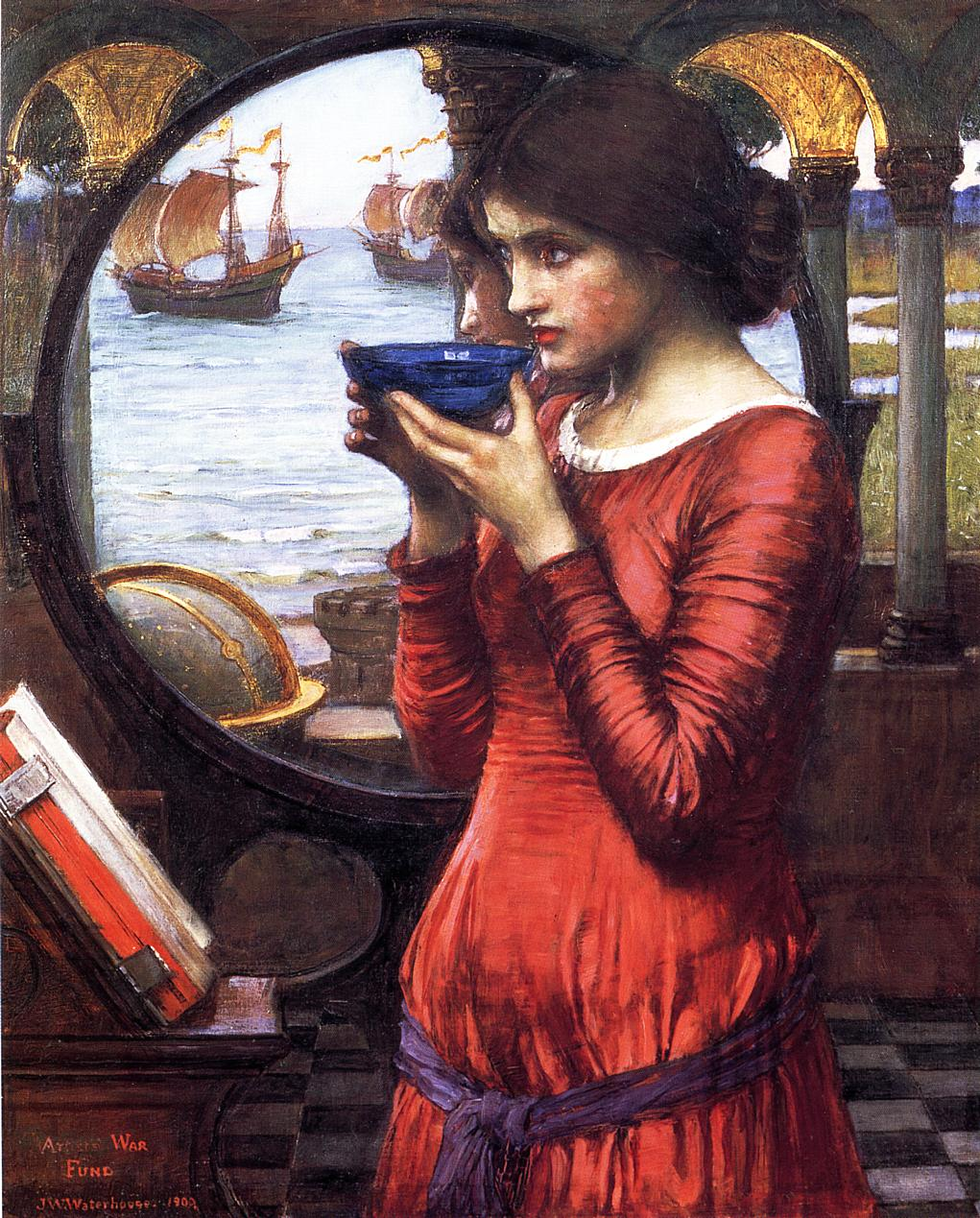
Destino 1900
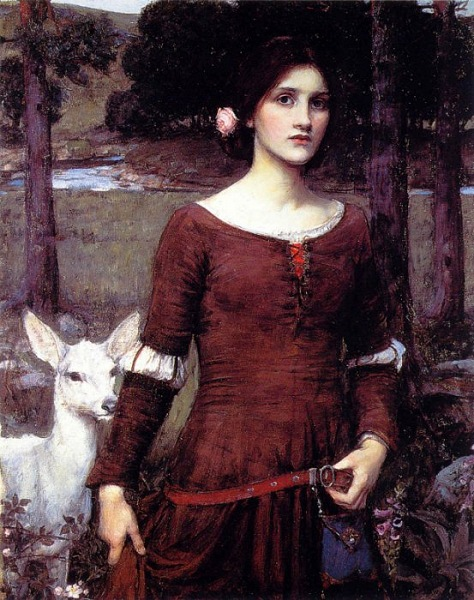
Lady Clare 1900
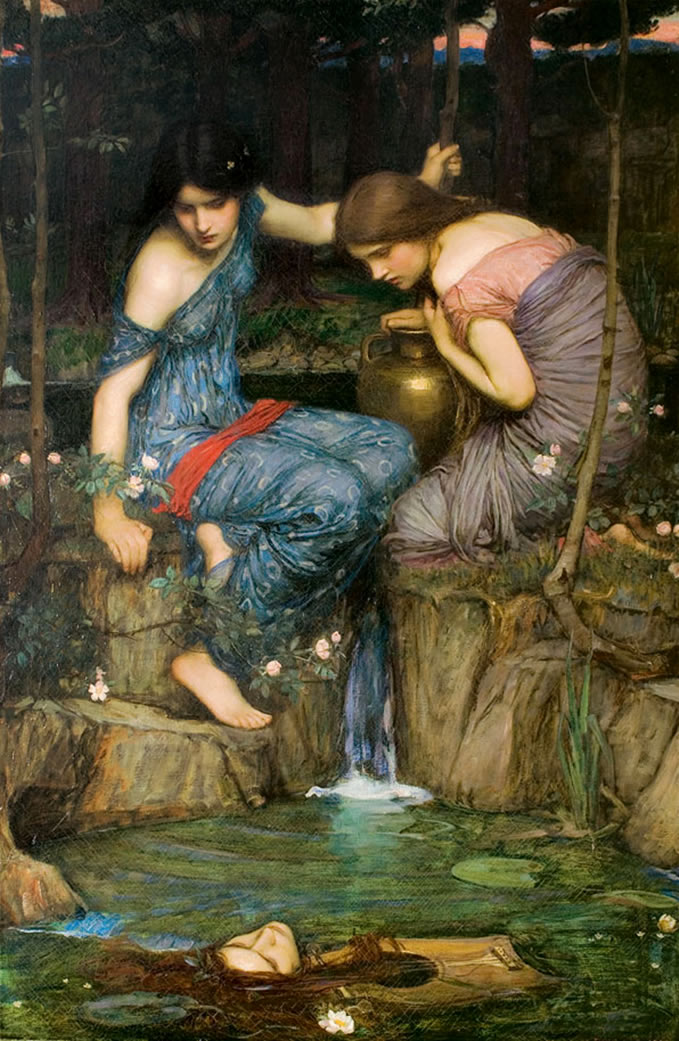
Le ninfe trovano la testa di Orfeo 1900
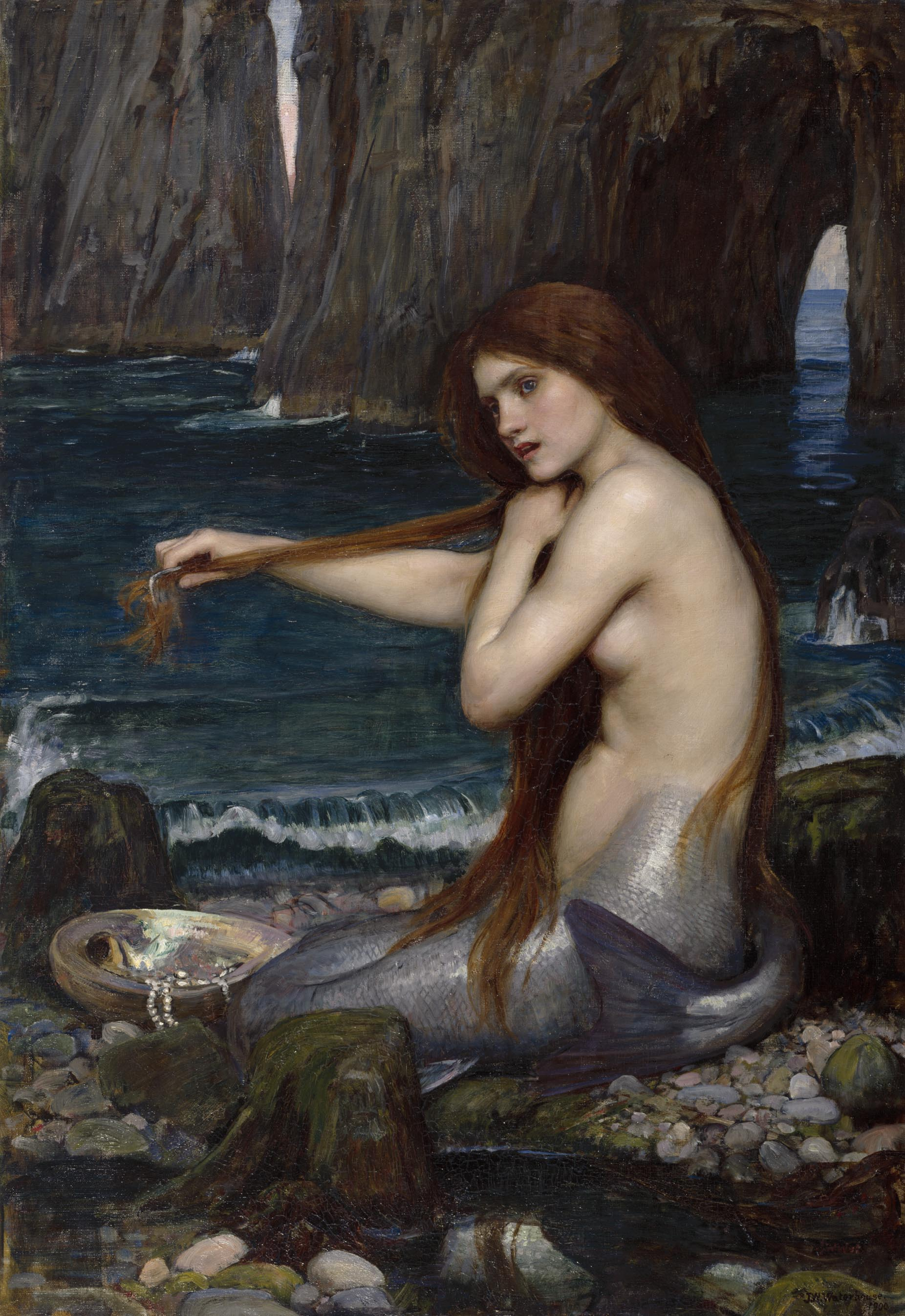
La sirena 1901
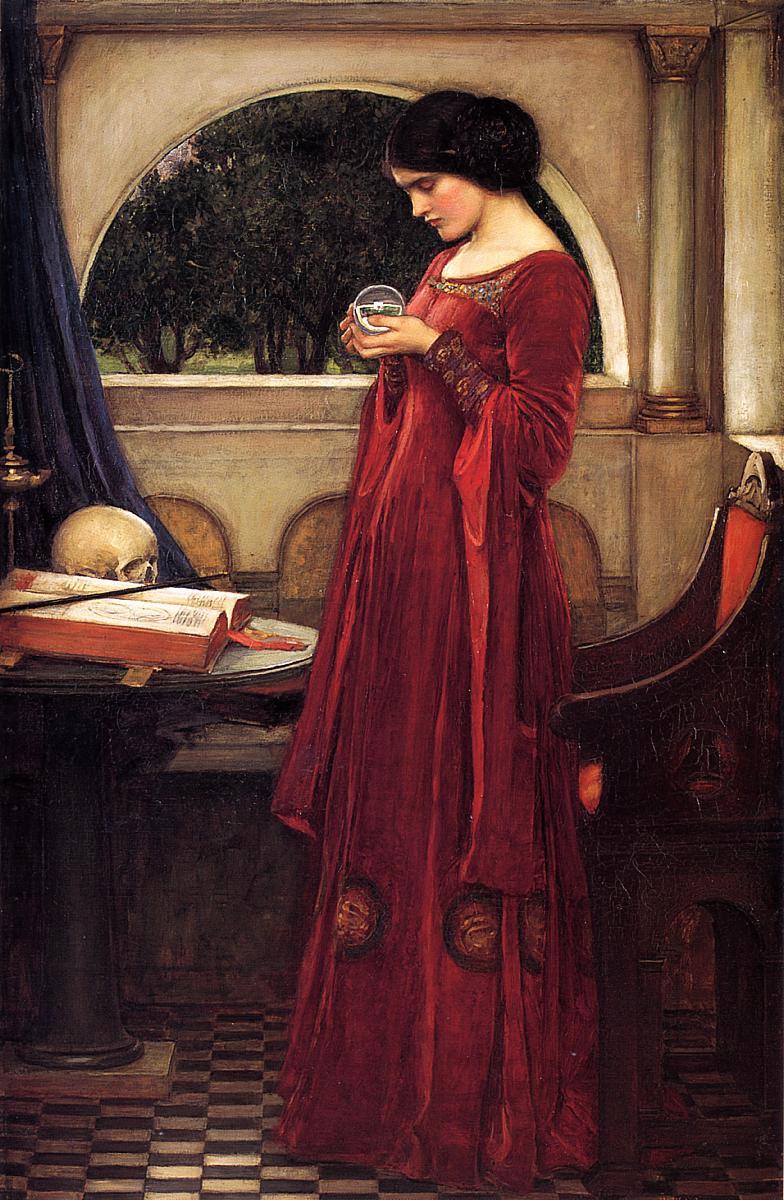
La sfera di cristallo 1902
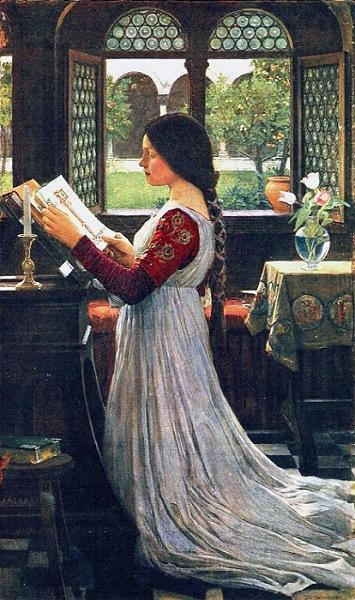
Il Messale 1902
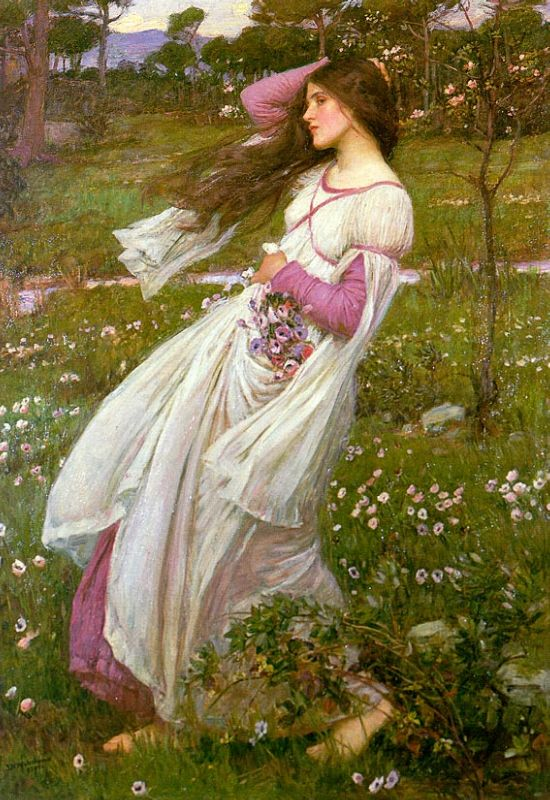
Windflowers 1902
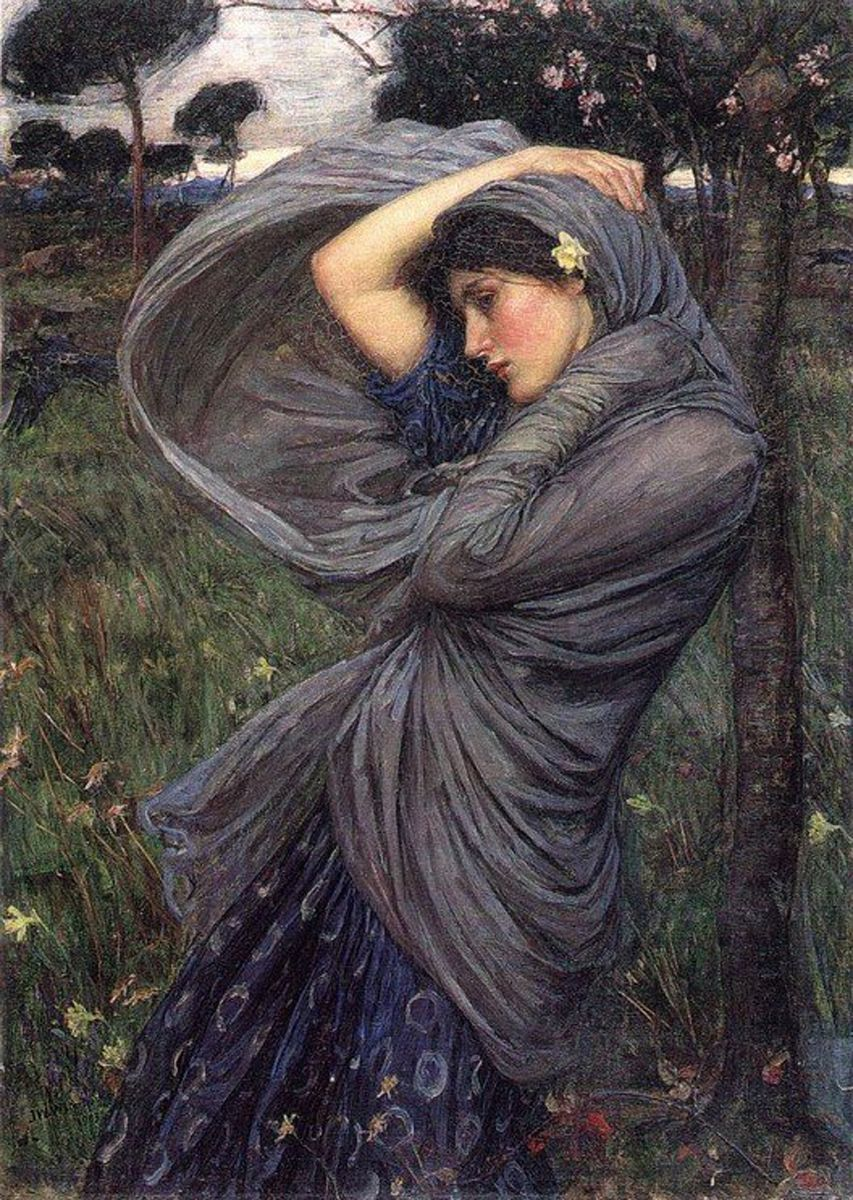
Borea 1903
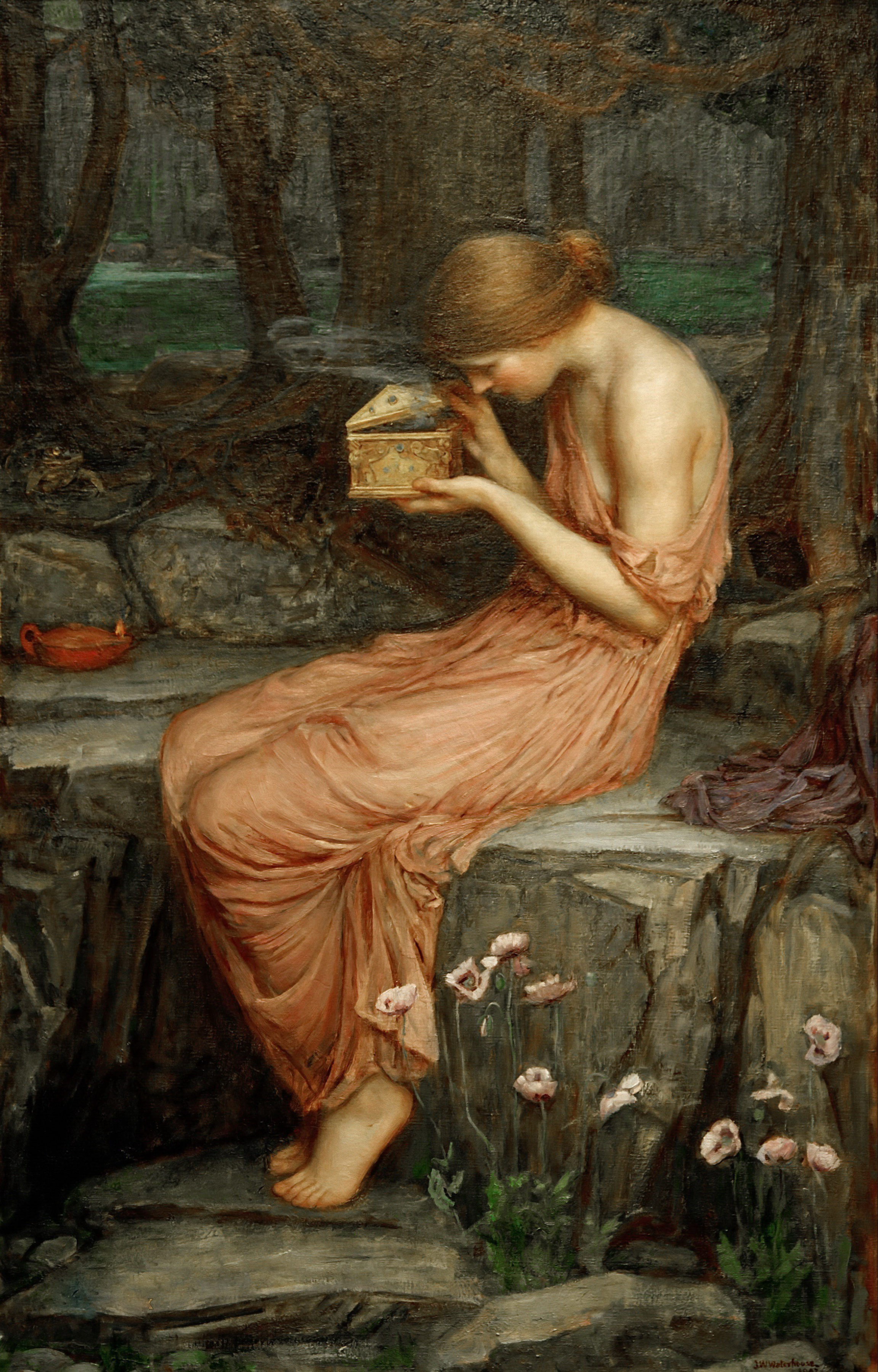
Psiche apre la scatola d'oro 1903
Psiche apre la porta del giardino di Cupido 1904
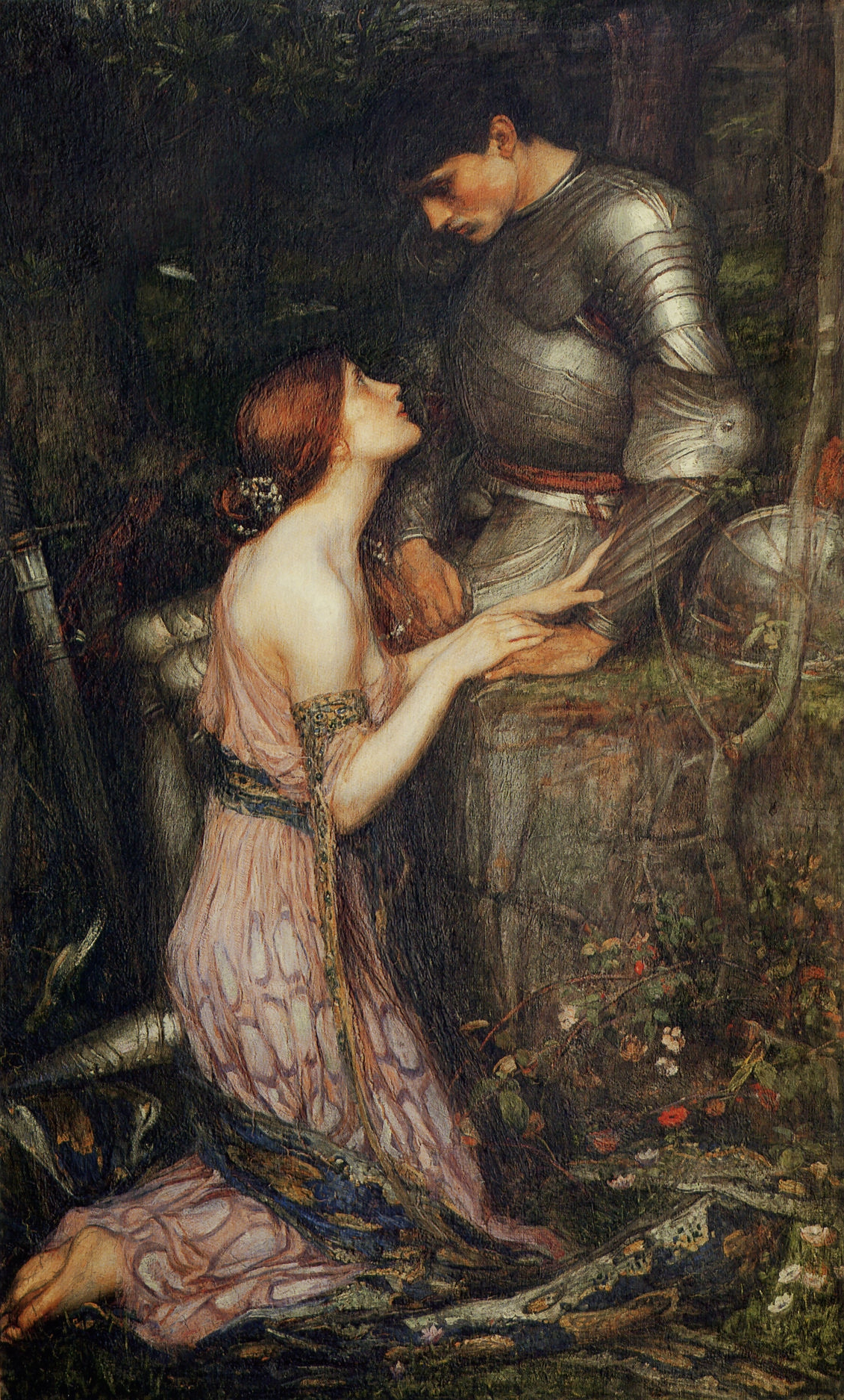
Lamia (version 1) 1905
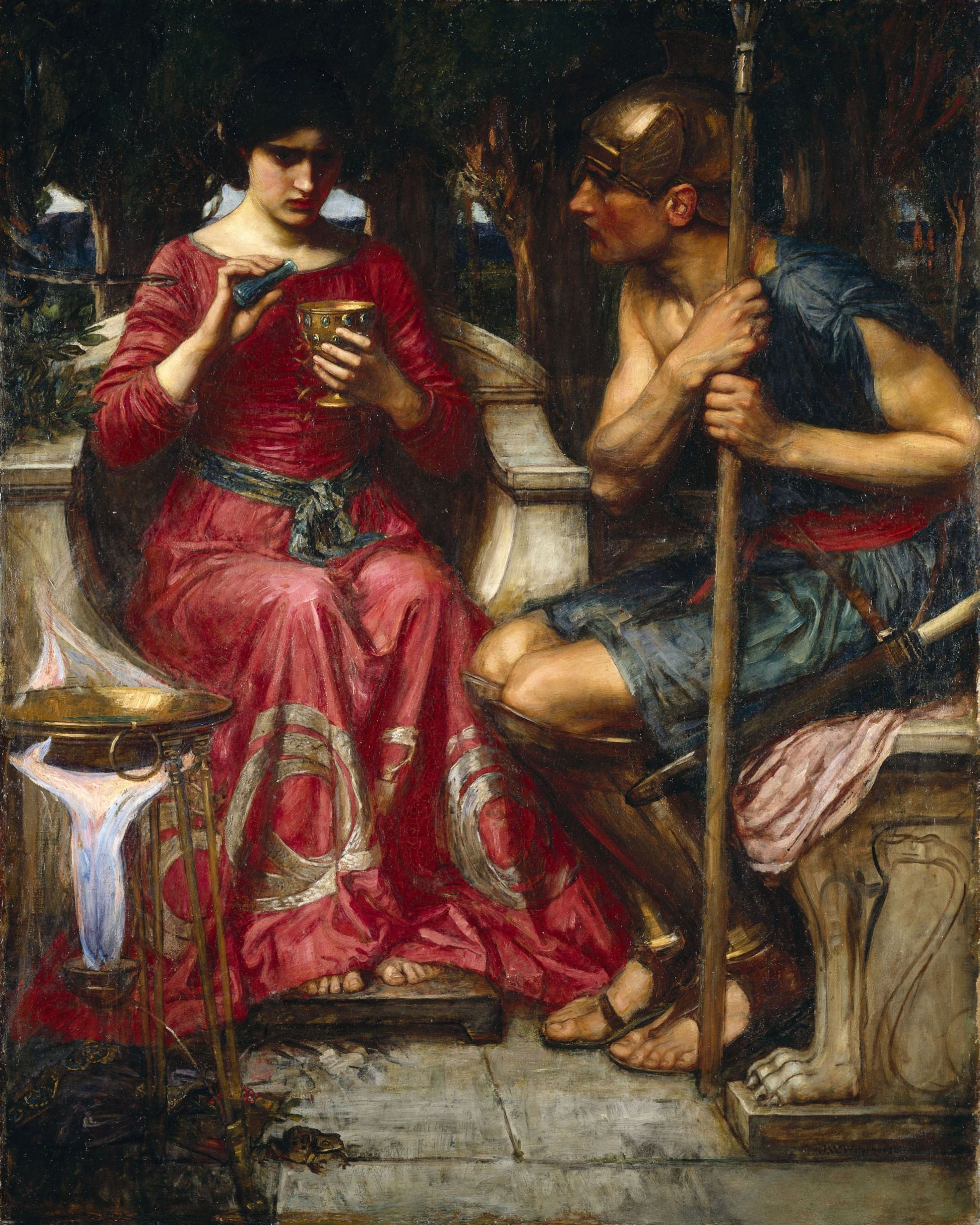
Giasone e Medea 1907
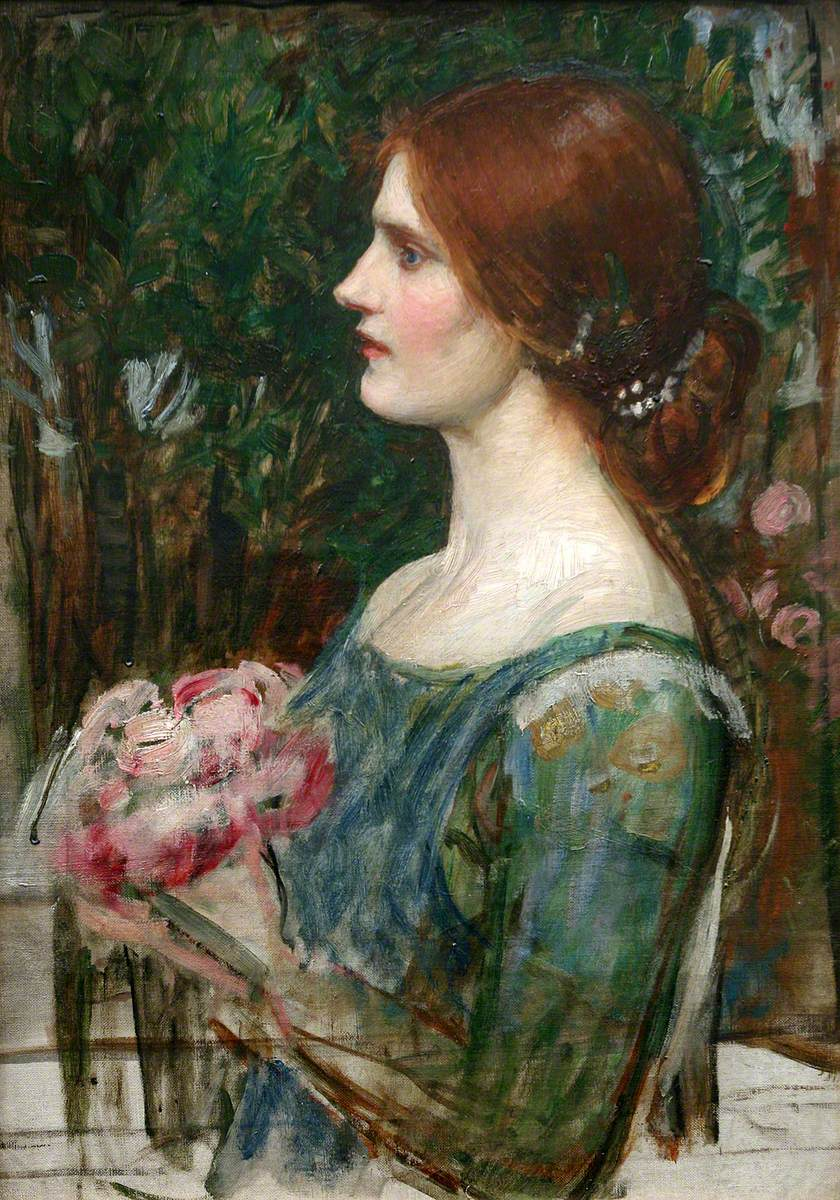
Il mazzetto di fiori (a studio) 1908
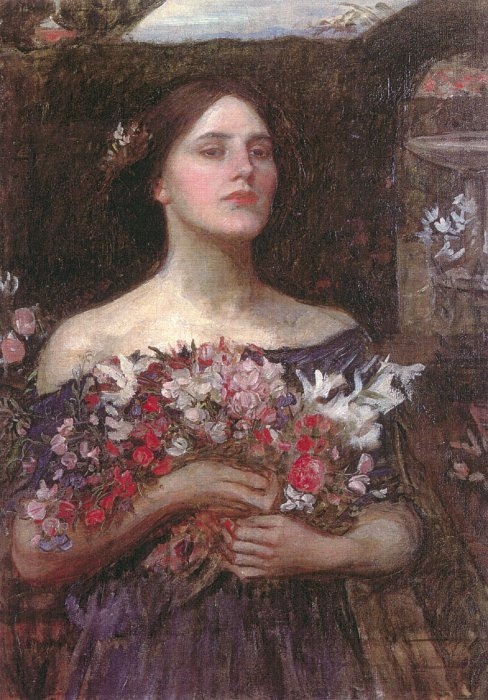
Studio per Ofelia circa 1908
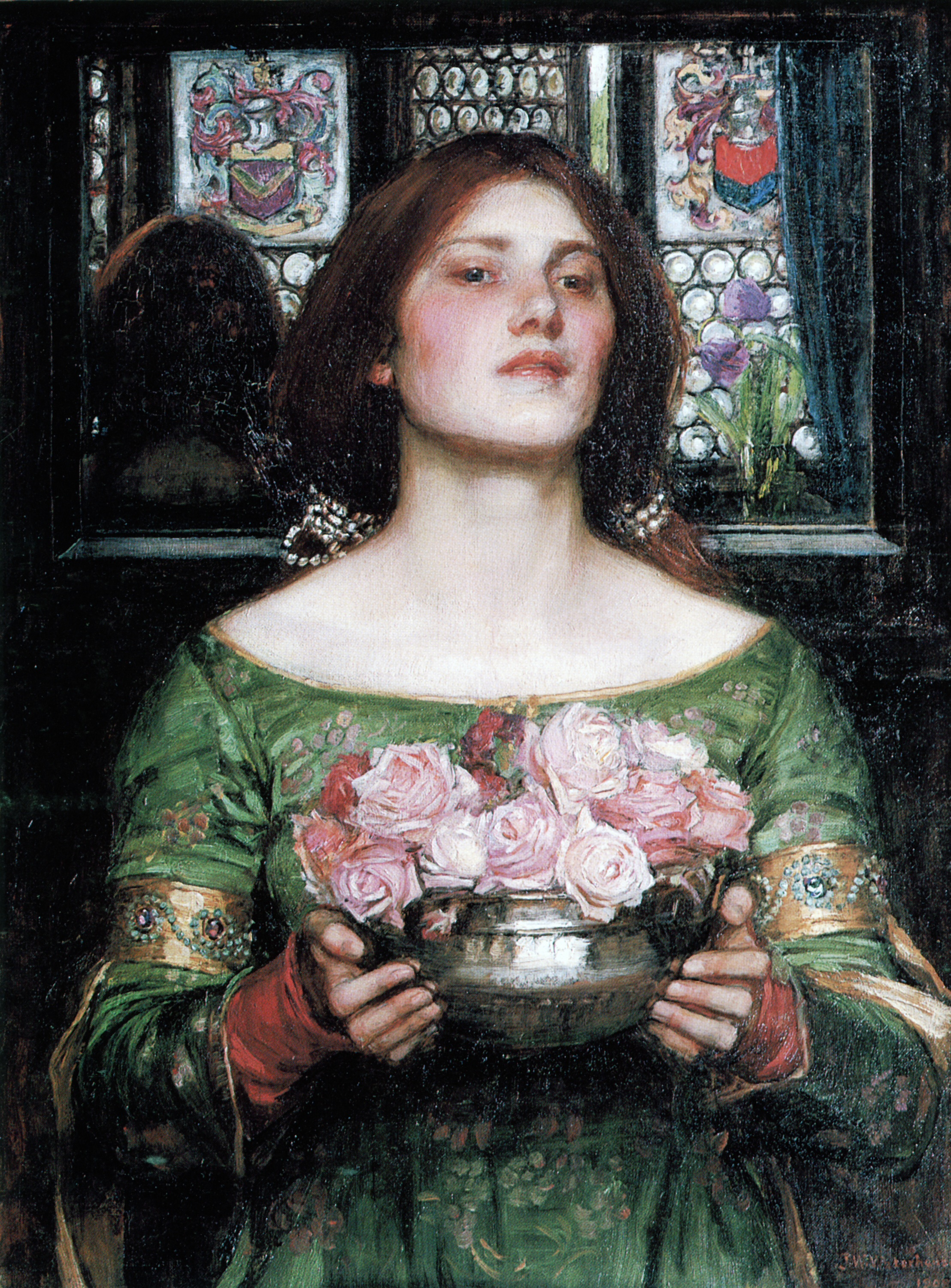
Gather Ye Rosebuds While Ye May 1908
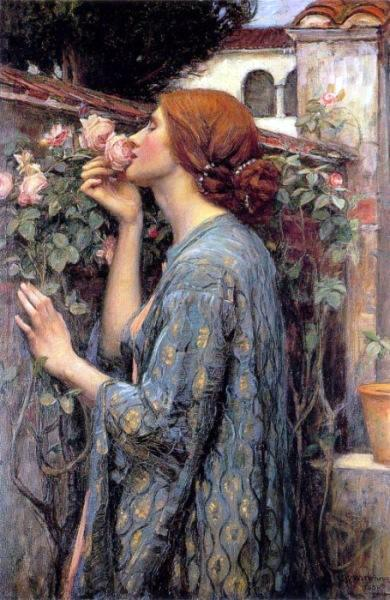
Lo spirito della rosa o Mia dolce Rosa 1908
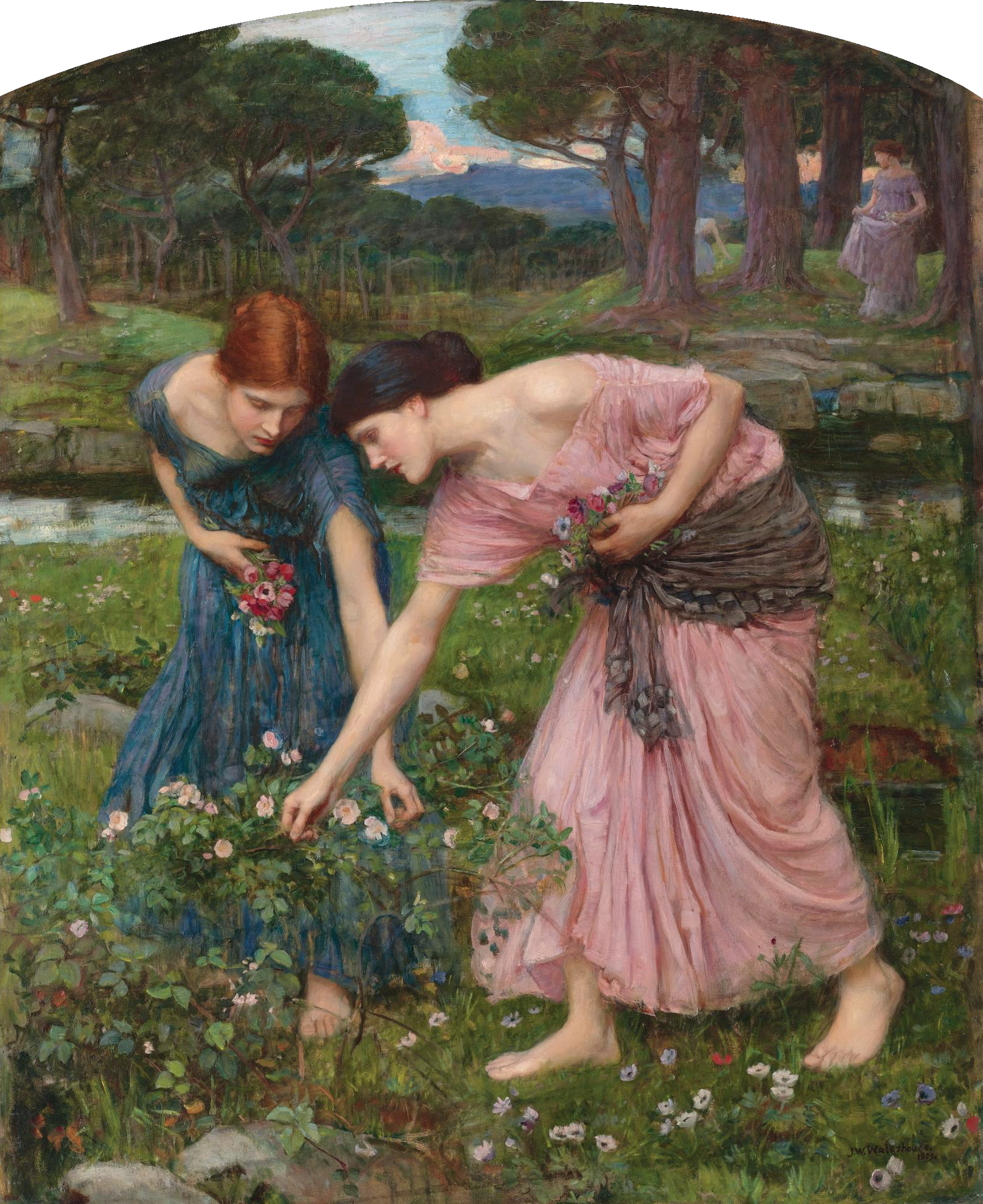
Gather Ye Rosebuds While Ye May 1909
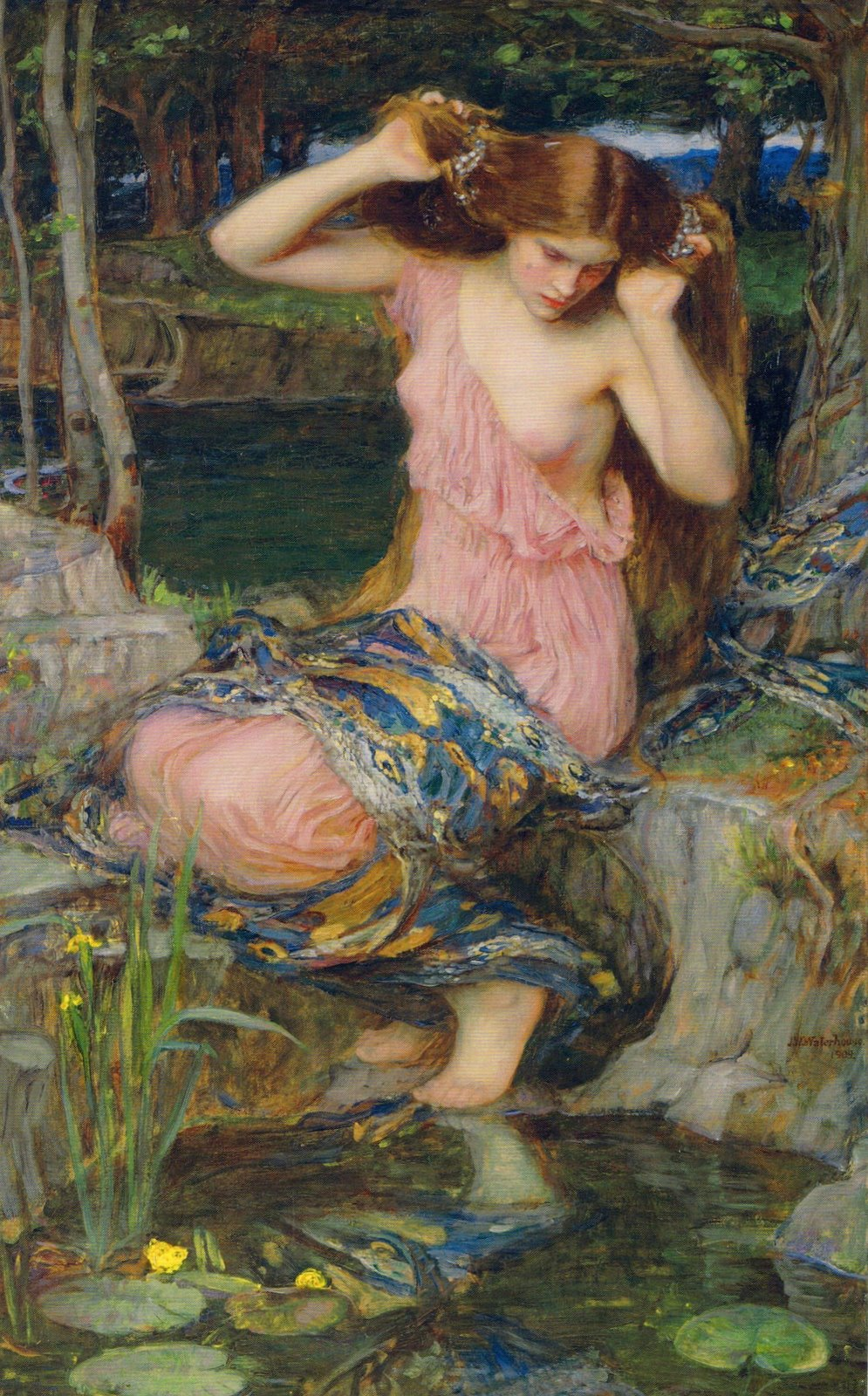
Lamia (version 2) 1909
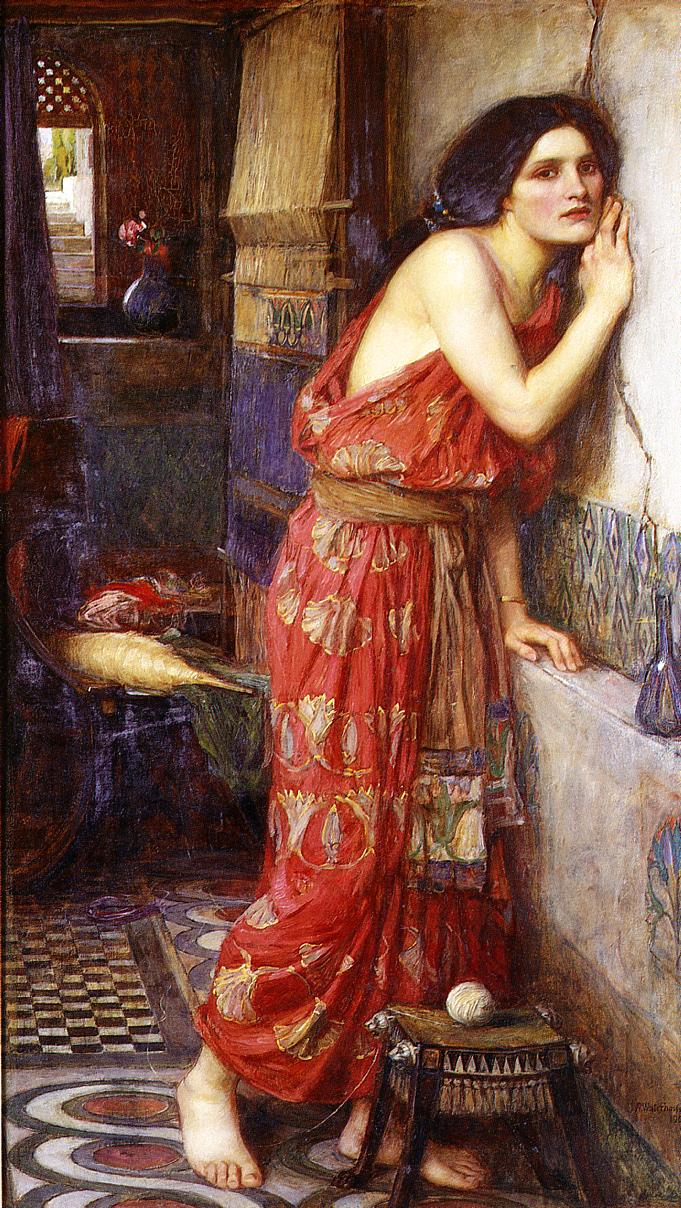
Tisbe 1909

### Anni 1910
- 1910. Ofelia (Ophelia)

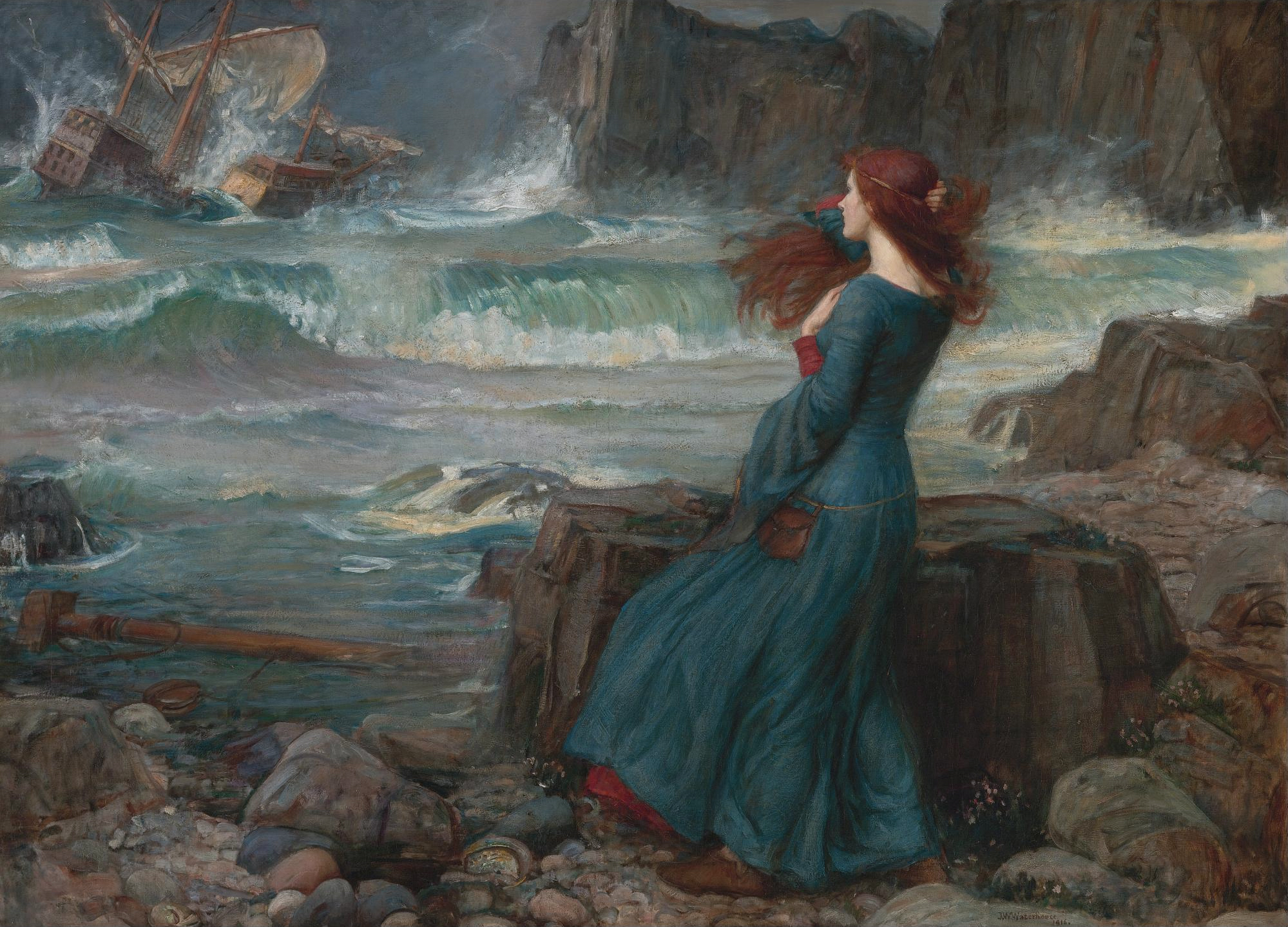
Miranda - La tempesta (1916)

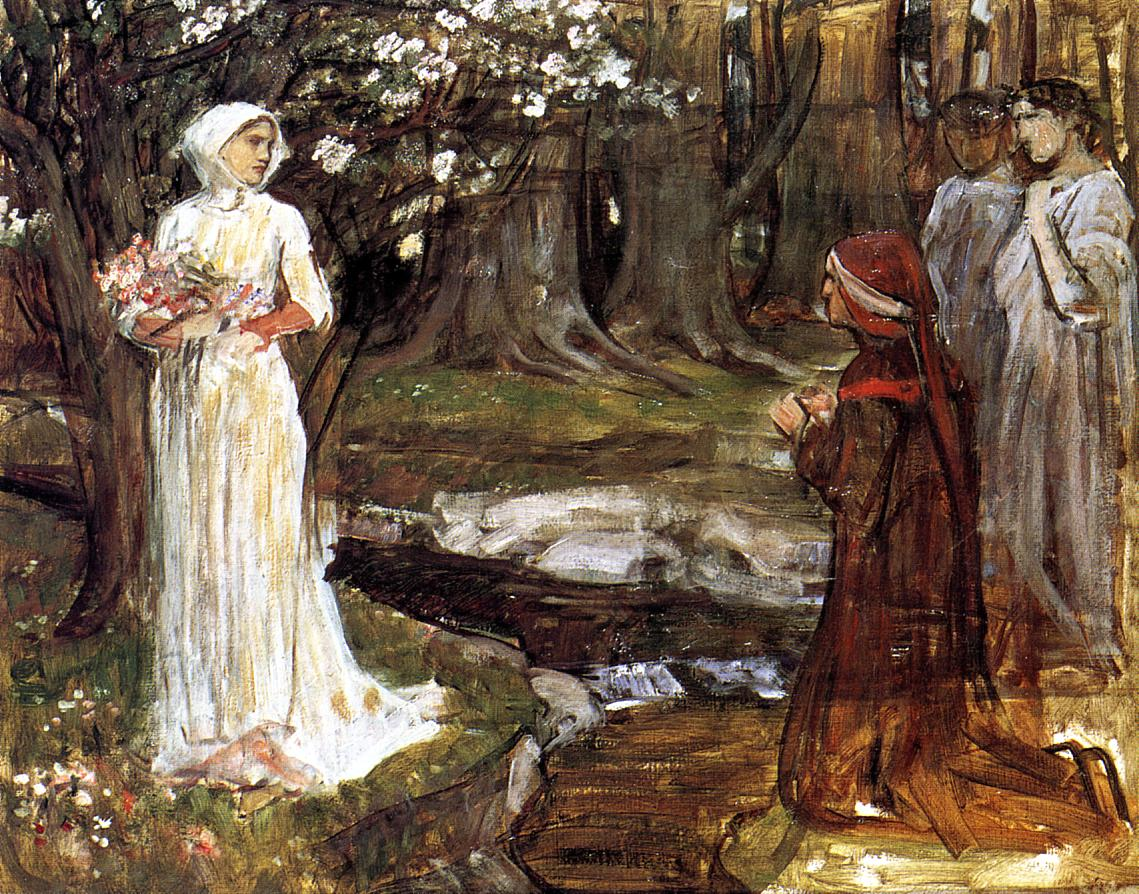
Dante e Matelda (1915)

- 1910. La Primavera sparge un verde tappeto di fiori (Spring Spreads One Green Lap of Flowers)
- 1910 circa. Camelie (Camelias)
- 1910 circa. Ritratto di ragazza (Portrait of a Girl)
- 1910 circa. Vanità (Vanity)
- 1910 circa. Vanità (Vanity)
- 1911. Circe o La maga (Circe or The Sorceress)
- 1911. In ascolto del mio dolce flauto (Listening to My Sweet Pipings)
- 1911. Miss Betty Pollock (id.)
- 1911. L'incantatrice (The Charmer)
- 1911. La maga, studio (The Sorceress, studio)
- 1911 circa. Circe (id.)
- 1911 circa. Fanciulle che raccolgono fiori presso un ruscello (Maidens picking Flowers by a Stream)
- 1912. Mrs Charles Schreiber
- 1912. Narciso (Narcissus)
- 1912. Penelope e i pretendenti (Penelope and the Suitors)
- 1912. Dolce estate (Sweet Summer)
- 1913 circa. Una Canzone di Primavera (A Song of Springtime)
- 1914. L'Annunciazione (The Annunciation)
- 1914. Il filtro d'amore (The LOve Philtre)
- 1914-1917. Il bosco sacro (The Mystic Wood)
- 1915. Dante e Beatrice (Dante and Beatrice)
- 1916. Un racconto del Decameron (A Tale from the Decameron)
- 1916. Sono piuttosto stanca delle ombre, disse la signora di Shalott (I am Half-Sick of Shadows, said the Lady of Shalott)
- 1916. Miranda - la Tempesta (Miranda - The Tempest)
- 1916. Il giardino incantato (The Enchanted Garden)
- 1916. Tristano e Isotta (Tristram and Isolde)
- 1916. Raccolta di fiori di mandorlo (Gathering Almond Blossoms)
- 1916. Studio di gigli, papaveri e garofani (Study for Lilies, Poppies and Carnations)
- 1916 circa. Tristano e Isotta con la pozione (Tristan and Isolde with the Potion)
- 1917. La bella Rosamunda (Fair Rosamund)

Ofelia 1910
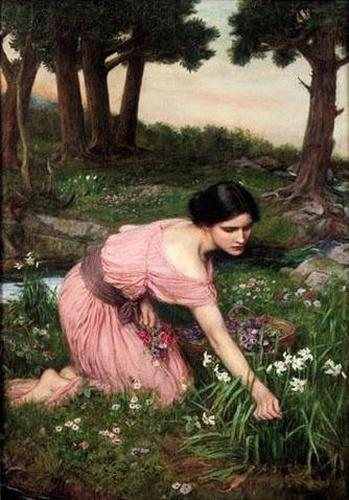
La primavera sparge un verde tappeto di fiori 1910
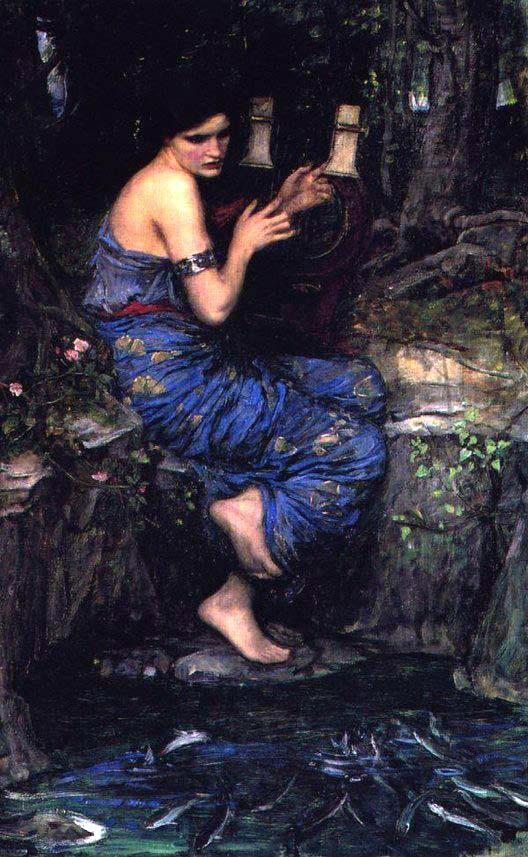
L'incantatrice 1911
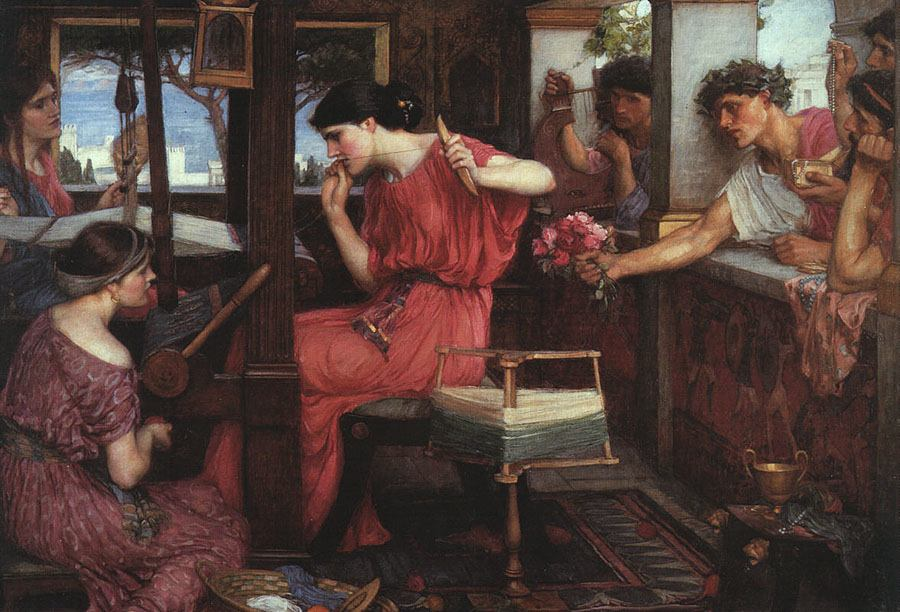
Penelope e i pretendenti 1912
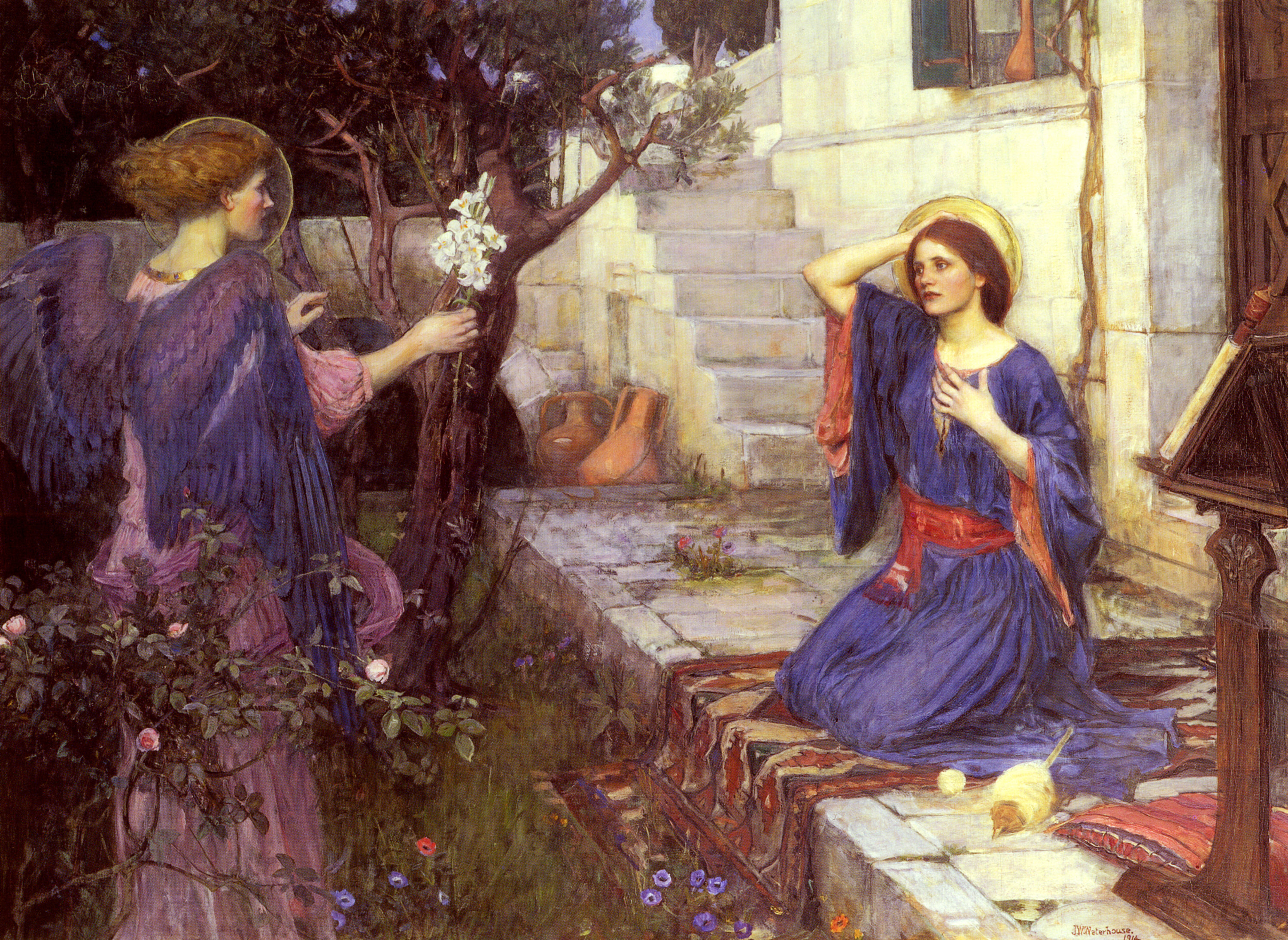
Annunciazione 1914
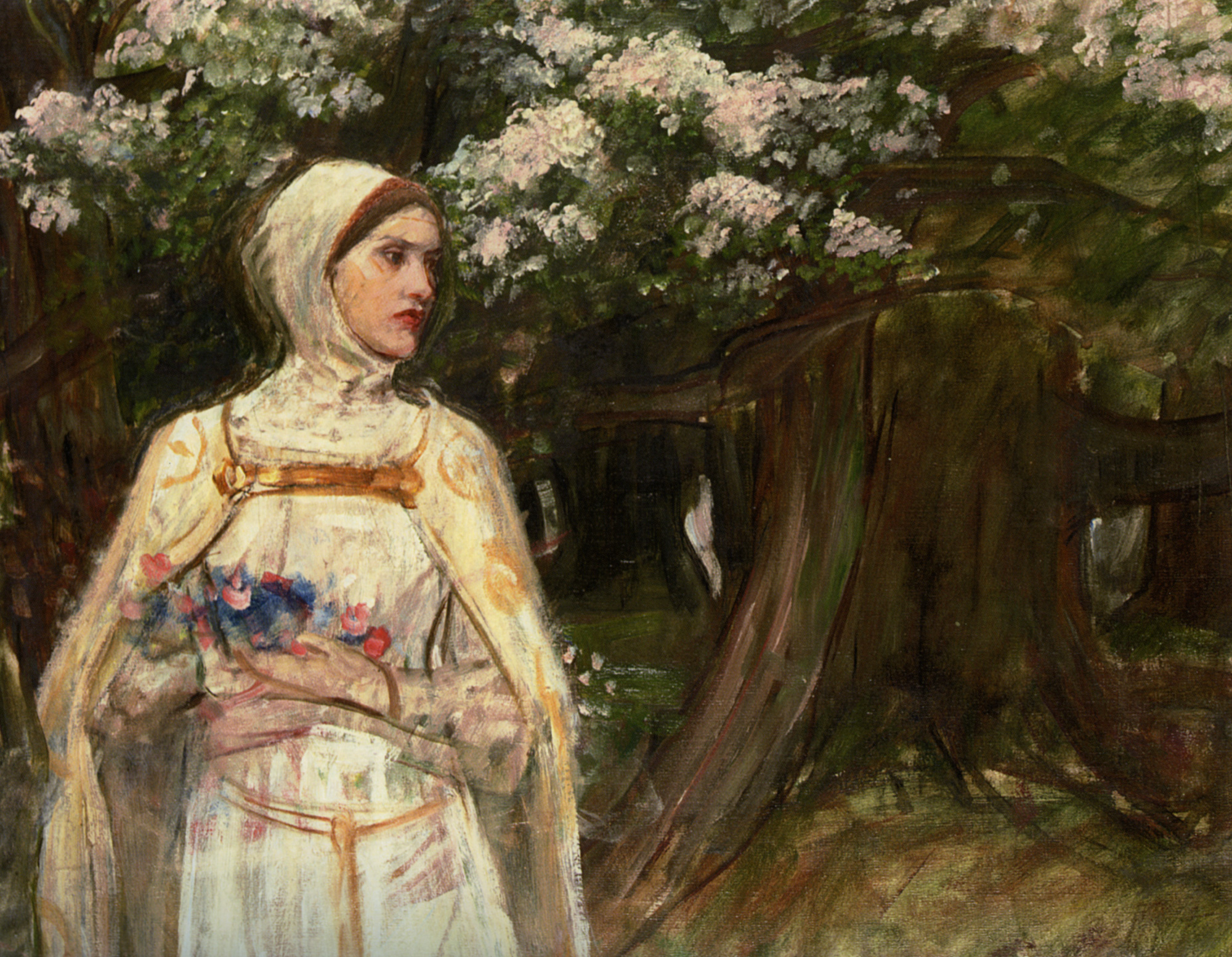
Beatrice Circa 1915
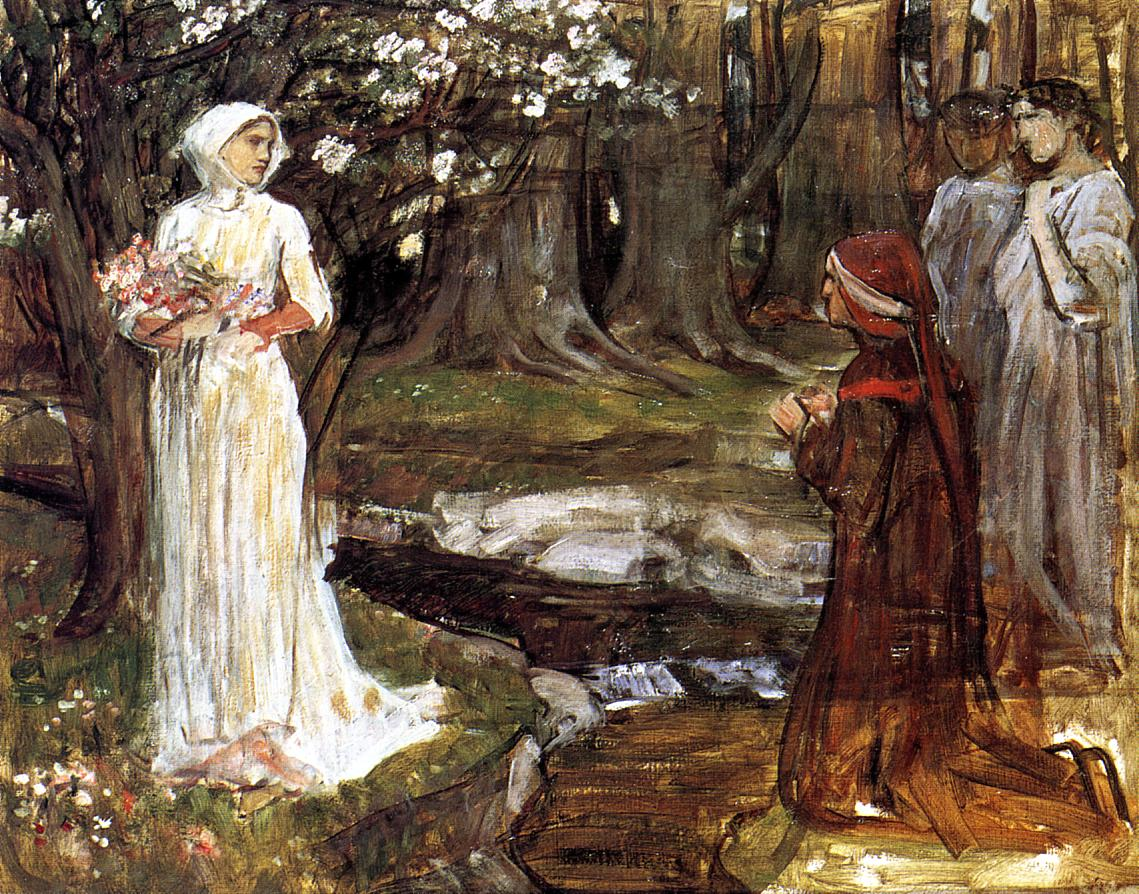
Dante e Beatrice 1915
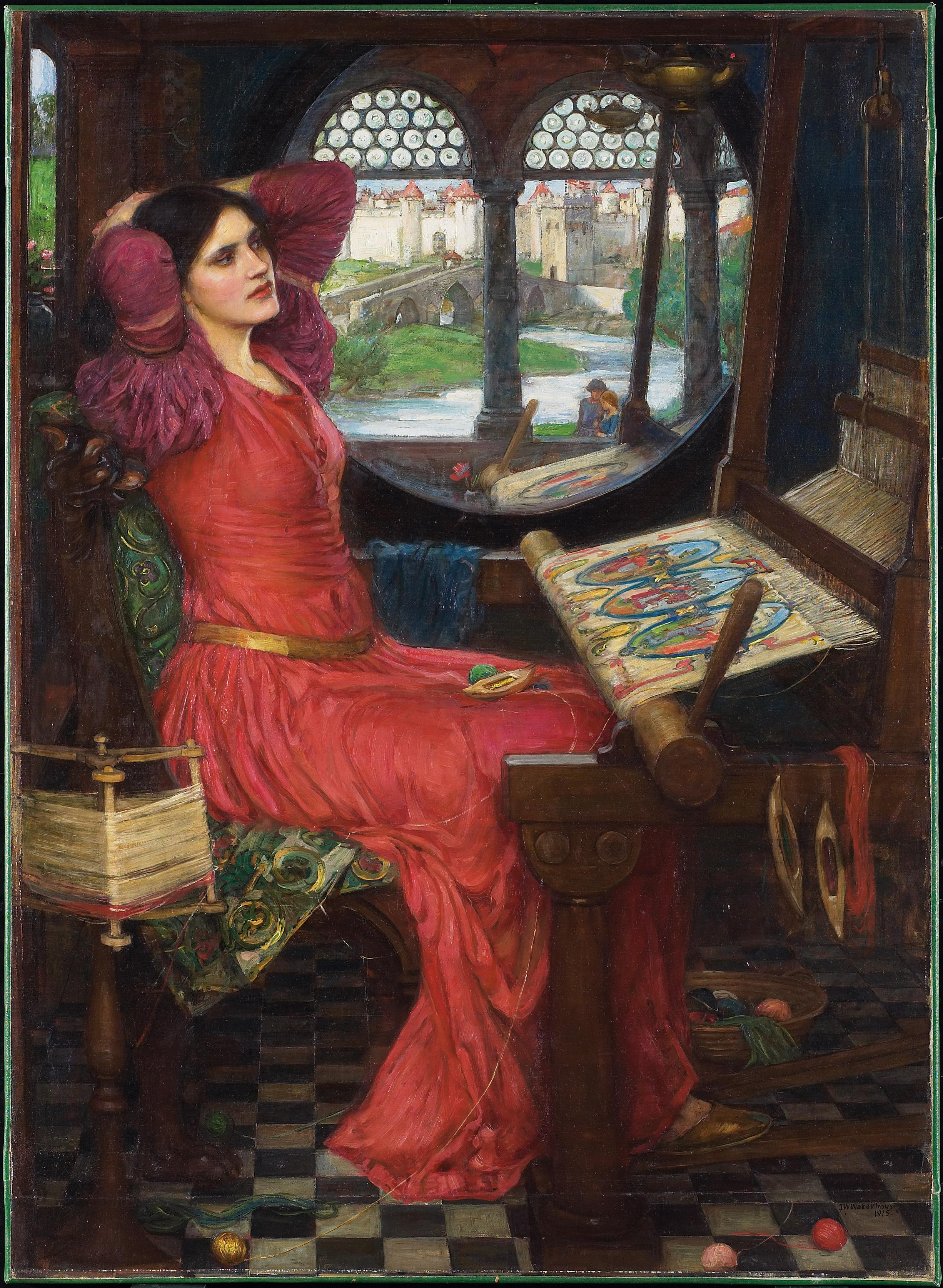
Sono piuttosto stanca delle ombre, disse la Signora di Shalott 1916
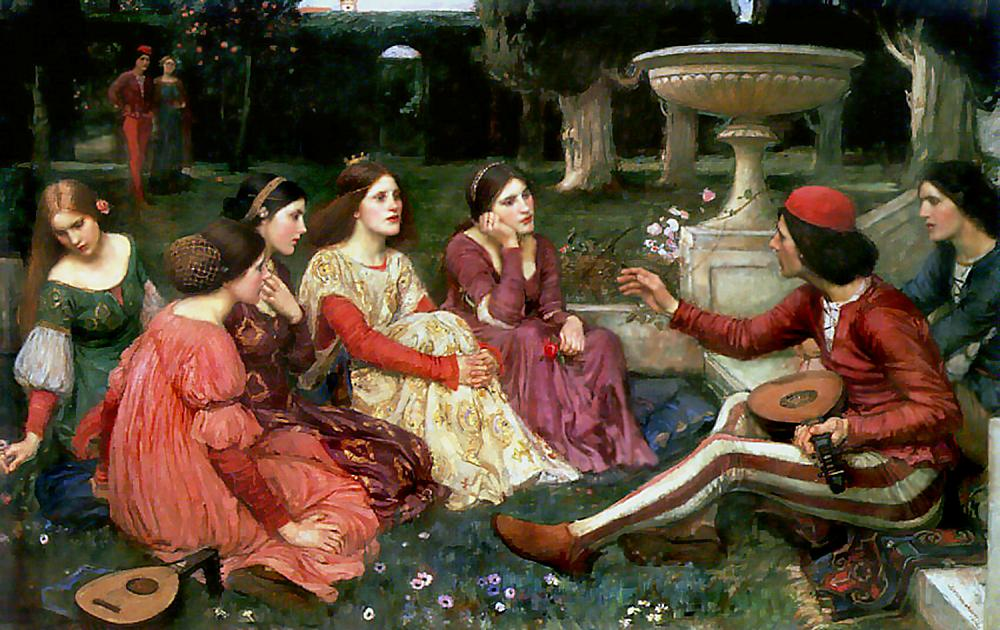
Un racconto dal Decamerone 1916
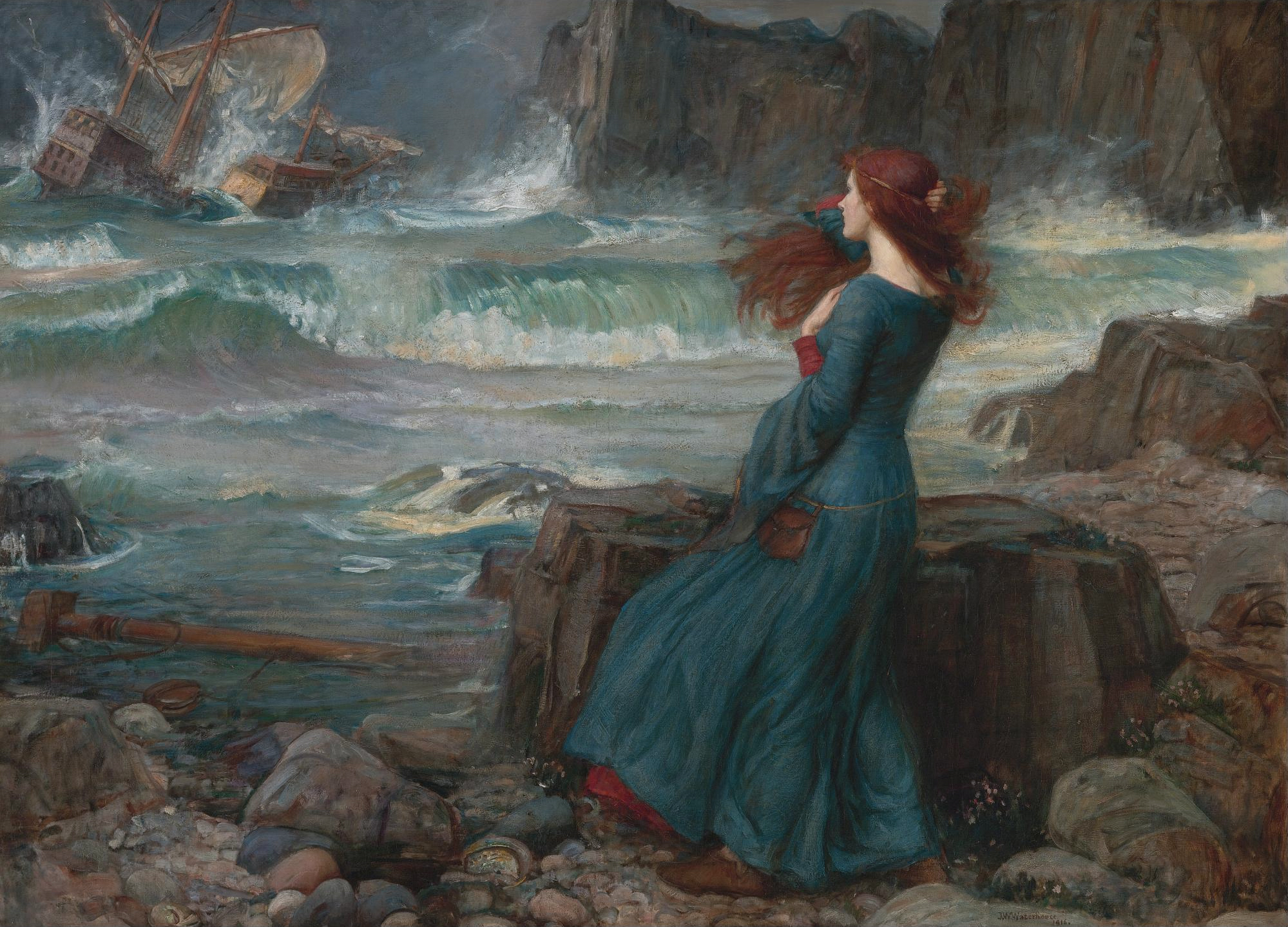
Miranda -- La tempesta 1916
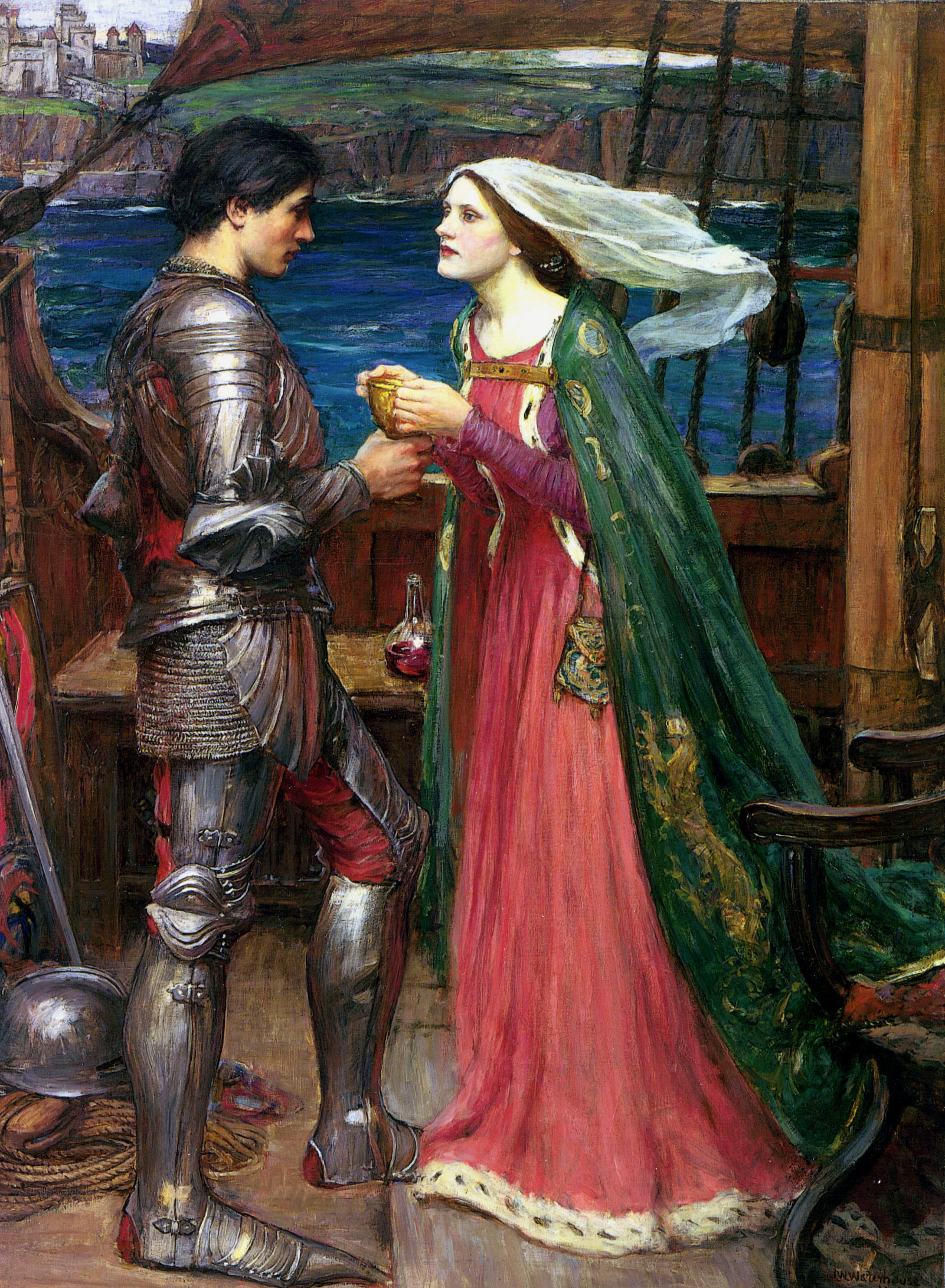
Tristano e Isotta con la pozione 1916

### Opere non datate
- Testa di ragazza (Head of a girl)
- Fillide (Phyllis)
- Ritratto di ragazza (Portrait of a Girl)
- Ritratto di fanciulla (Portrait of a Young Girl)
- Ritratto di Claire Kenworthy (Portrait of Claire Kenworthy)
- La sedia comoda (The easy chair)
- La loggia (The Loggia)
- Il matrimonio mistico di Santa Caterina (The Mystic Marriage of St Catherine)